# Batata
A Solanum tuberosum, comumente conhecida como batata, é uma planta perene da família das solanáceas e pertencente ao tipo fisionómico dos terófitos. A planta adulta, conhecida como batateira, tem geralmente entre sessenta a cem centímetros de altura, possui flores e frutos e produz um tubérculo comestível rico em amido.
A espécie teve origem na Cordilheira dos Andes, próximo ao Lago Titicaca, e foi levada a outras regiões do mundo por colonizadores europeus. Atualmente são cultivadas milhares de variedades da espécie em todos os continentes e está inserida como um alimento fundamental na cultura mundial. A relação da batata com a batata-doce é bem pequena porque os vegetais não compartilham do mesmo gênero ou família, fazendo parte apenas da mesma ordem.
A espécie começou a ser cultivada por civilizações andinas há cerca de oito mil anos e o cultivo foi aperfeiçoado pelos Incas, que utilizavam, inclusive, técnicas de irrigação. Os espanhóis introduziram, no século XVI, a espécie na Europa, e se tornou um alimento fundamental no continente. Entretanto a grande dependência da batata fez com que o ataque de pragas que devastam as plantações causasse a morte de milhões de pessoas que tinham a batata como principal alimento, tal como aconteceu na Irlanda em 1845. Atualmente, o tubérculo é o quarto alimento mais consumido do mundo, com milhares de variedades de diferentes cores, sabores e tamanhos que são utilizadas em receitas no mundo todo. O maior produtor mundial é a China, cuja produção em conjunto com a da Índia corresponde a mais de um terço da produção mundial.
Como qualquer cultura, as plantações estão sujeitas ao ataque de diversas espécies de bactérias, fungos e insetos que comprometem a produtividade. Por isso, investe-se na criação de variedades mais resistentes, além da criação de batatas geneticamente modificadas, apesar do grande temor que ainda existe sobre produtos transgénicos. O aumento da produtividade é visto, ainda, como uma solução para acabar com a fome em diversos países. Para reconhecer a importância do tubérculo no mundo, o ano de 2008 foi intitulado o Ano Internacional da Batata pela Organização das Nações Unidas. A batata é a base da alimentação em 160 países. Ela tem energia e é rica em vitaminas e sais minerais.

## Nomes comuns
Além de «batata», este cultivar é ainda conhecido regionalmente como semilha, na Madeira; pataca, na Galiza; rena, em Angola.

## Descrição
A batata (Solanum tuberosum) é uma planta herbácea que pode atingir mais de 100 centímetros de altura e produz um tubérculo - a batata - rico em amido. A batata pertence à família das solanáceas, e partilha o género Solanum com pelo menos outras mil espécies, como o tomate e a beringela.
Esta espécie divide-se em somente duas subespécies levemente diferentes: andigena, que é adaptada às condições de dia curto e é cultivada somente nos Andes, e tuberosum, a batata que é cultivada por todo o mundo, que acredita-se ser descendente da introdução da subespécie andigena na Europa, que se adaptou aos dias mais longos.

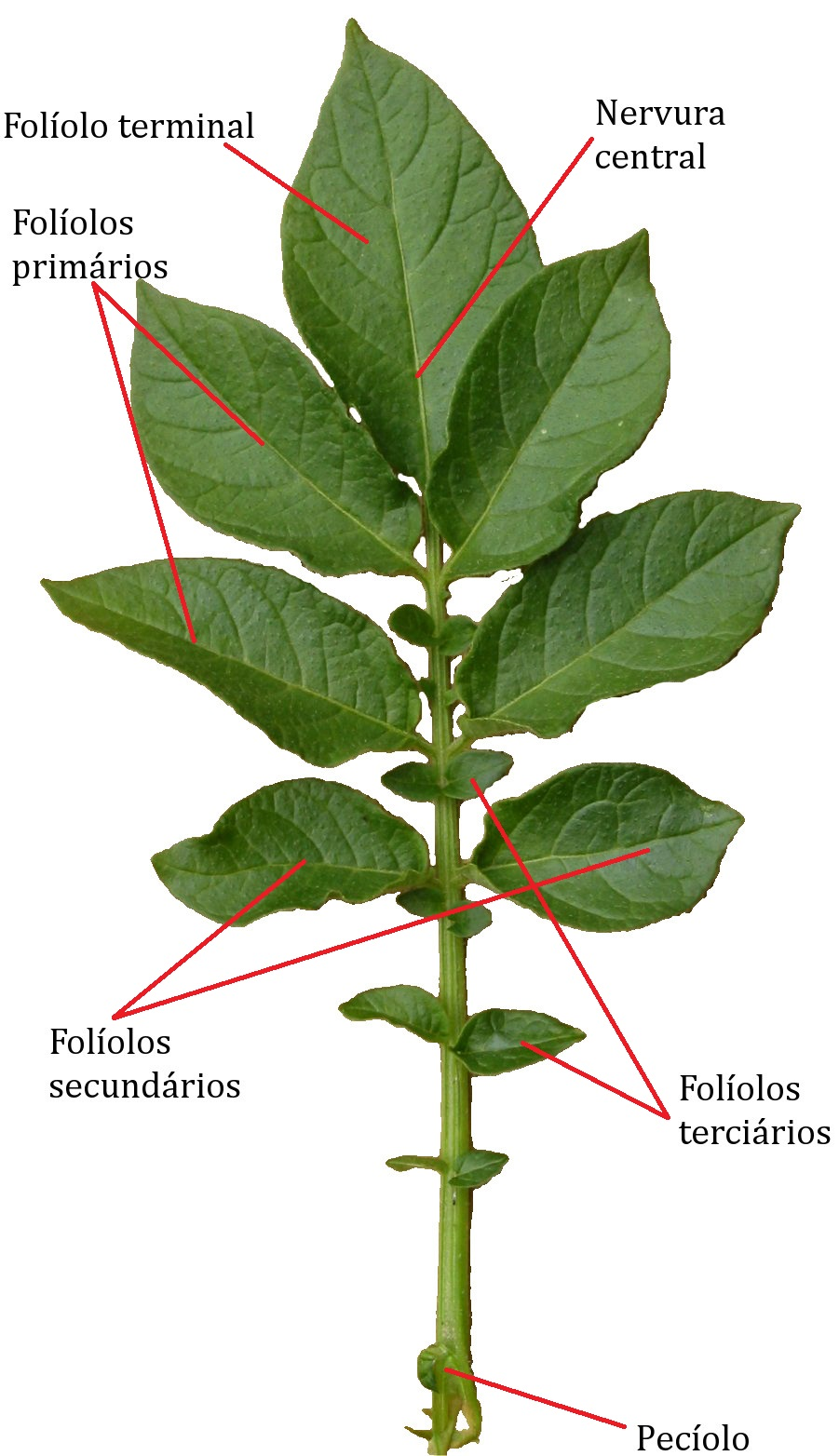
Folha de Solanum tuberosum

Estrutura de uma batata em corte longitudinal

### Raízes e sistema caulinar
As plantas originadas a partir de tubérculos, por surgirem de gemas e não de sementes, carecem de radículas; as raízes originam-se a partir de gemas subterrâneas e surgem entre o tubérculo-semente e a superfície do solo. Por isso, o tubérculo deve ser plantado a uma profundidade adequada que permita a formação de raízes e rizomas. A partir dos primeiros estágios de desenvolvimento até ao momento que começa a formação de tubérculos, as raízes apresentam um rápido crescimento. O sistema radicular é fibroso, ramificado e estende-se mais superficialmente, podendo penetrar até 80 centímetros de profundidade.
O sistema caulinar é composto por rizomas e talos. Os rizomas, que correspondem a talos modificados, nascem alternadamente na base dos talos e apresentam um crescimento horizontal pouco abaixo da superfície do solo. Cada rizoma engrossa na sua extremidade, originando um tubérculo.
Os talos, que se originam a partir de gemas presentes no tubérculo-semente, são herbáceos e suculentos, podendo chegar a um metro de altura, de coloração verde e, mais raramente, uma coloração púrpura. Após o plantio, o surgimento dos talos acima da superfície do solo pode levar de 20 a 35 dias, dependendo das condições ambientais. Cada planta tem de dois a quatro talos que podem, por sua vez, originar ramificações secundárias nas gemas laterais da planta. Cada talo geralmente produz de quatro a oito rizomas. Na etapa final do desenvolvimento da planta, o talo pode-se tornar lenhoso junto à base.

### Folhas, flores e frutos
Logo que o caule emerge do solo, ocorre um rápido crescimento inicial da folhagem. As folhas são alternadas e compostas, exceto as mais baixas que podem ser simples. As folhas compostas são alternadas, apresentando cinco, sete ou nove folíolos, os quais se classificam em primário ou secundário, de acordo com seu tamanho. Além destes, existem folíolos muito pequenos chamados de terciários que aparecem dispostos em pares sobre o pecíolo da folha. As folhas compostas, que podem apresentar uma variedade de formas e tamanhos, medem geralmente de 20 a 30 centímetros de comprimento. Os folículos são pilosos, assim como as outras estruturas das plantas.

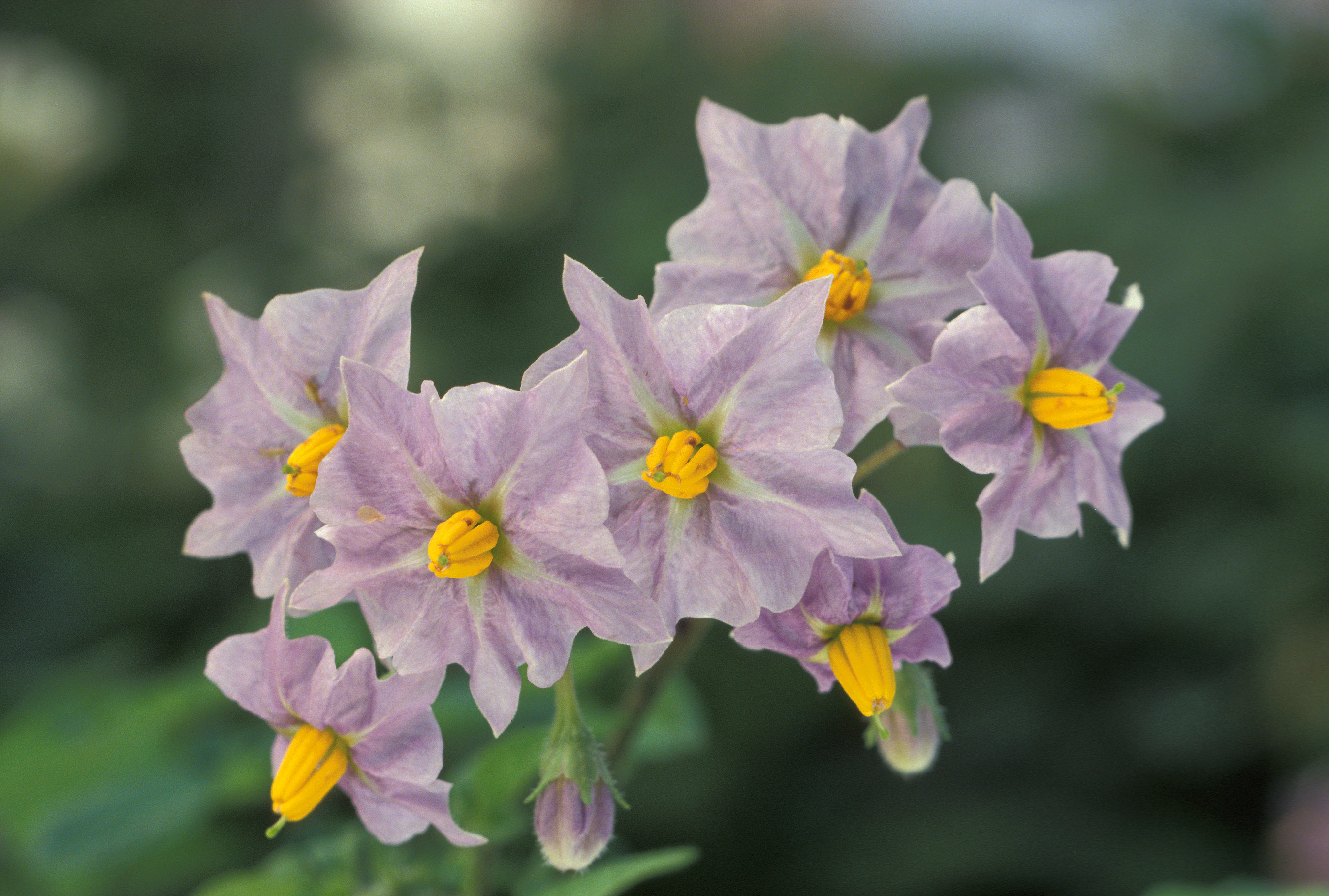
Flores da planta da batata

As flores, que podem ser brancas, púrpuras ou rosadas possuem um tamanho médio de cerca de dois centímetros de diâmetro e são pentâmeras, ou seja, possuem cinco pétalas. Possuem cálice gamossépalo, corola completa, ovário bilocular, estilo e estigma simples e cinco estames. As flores são autógamas e se encontram agrupadas em ramos terminais que formam uma inflorescência panícula. Em cada caule existe somente uma inflorescência, que apresenta de cinco a quinze flores. Alguns cultivares não florescem enquanto outros produzem flores estéreis.
O fruto da planta da batata corresponde a uma baga que pode apresentar formato redondo, alargado, ovalado ou cónico. Geralmente têm um diâmetro que orça entre um e três centímetros e a cor pode variar entre verde e amarelado, ou de castanho avermelhado a violeta. As bagas apresentam dois lóculos que podem ter entre duzentas e quatrocentas sementes. As bagas se encontram agrupadas nos ramos terminais, os quais vão se inclinando progressivamente à medida que os frutos crescem. As sementes são muito pequenas e aplainadas e podem ser brancas, amarelas ou castanho amarelada.

### Tubérculo
Os tubérculos, que correspondem aos talos subterrâneos modificados, se originam do engrossamento na extremidade dos rizomas e começam a se formar cerca de cinco semanas depois do surgimento do caule acima da superfície do solo. A pele do tubérculo é composta de duas camadas de células: uma camada exterior de células únicas chamadas epiderme e outra, logo abaixo, chamada periderme. As células da periderme podem conter um pigmento que produz batatas coloridas. Abaixo da periderme está o córtex, seguido por um anel vascular, que contém células que transportam nutrientes para o tubérculo. Mais adentro está a medula, que representa a região primária de armazenamento no tubérculo. O excesso de alimento produzido pela planta é transportado para a medula pelo tecido vascular. As células da medula aumentam em quantidade e em tamanho enquanto lhes é fornecido alimento, causando o crescimento do tubérculo.

### Crescimento e desenvolvimento

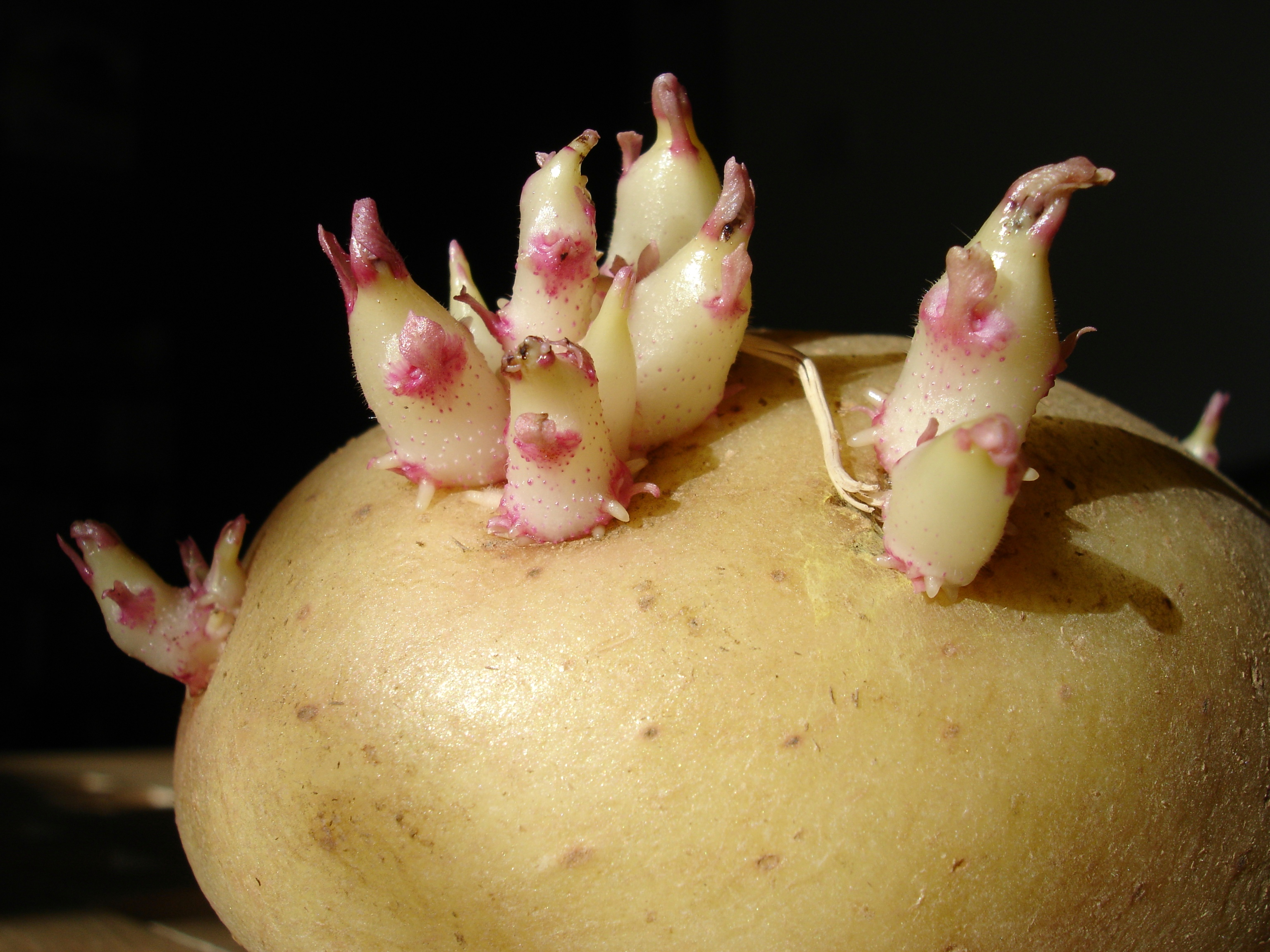
Brotos surgindo de uma batata

A espécie Solanum tuberosum pode ser semeada a partir de sementes e de tubérculos. As plantas provenientes da sementes apresentam as típicas estruturas das dicotiledôneas. Ao utilizar os tubérculos como meio de propagação, o primeiro crescimento que ocorre é a formação de brotos que se desenvolvem no extremo distal do tubérculo e emergem sobre a superfície do solo, dando origem a uma nova planta. O crescimento da planta ocorre em vários estágios: brotação, estabelecimento da planta e desenvolvimento do tubérculo. O tempo de duração dessas fases pode variar de acordo com os fatores ambientais como a elevação e temperatura, tipo de solo, umidade, cultivar selecionado e localização geográfica.
Uma vez que os tubérculos quebram a dormência, podem crescer e se as condições ambientais forem favoráveis para isso, eles começarão a brotar. Entretanto, temperaturas baixas podem fazer com que o tubérculo continue no seu período de dormência, mesmo se forem plantados. O estabelecimento da planta refere-se ao período desde o início do surgimento de brotos até o início da formação de novos tubérculos, e isso inclui o desenvolvimento de raízes e brotos. O tubérculo-semente é fundamental para o desenvolvimento dos brotos, mas se torna secundário à medida que se formam as raízes. Uma planta bem estabelecida é fundamental para o crescimento subsequente e permite rápida regeneração no caso de perda de folhas em uma geada, chuva de granizo ou ataque de insetos.
Sob condições apropriadas, as extremidades dos estolhos vão começar a inchar, resultando na formação de novos tubérculos. Isso geralmente ocorre durante o início da floração, apesar de não haver correlação entre esses dois eventos. Nesse período a planta precisa de maior quantidade de nitrogênio e noites frias para um bom crescimento do tubérculo. Inicia-se então a fase crítica do crescimento da batata. Isso porque nesse período está acontecendo o aumento de volume que, em condições ótimas, acontece a uma taxa constante e qualquer alteração resulta em uma perda substancial da produção e da qualidade. O desenvolvimento do tubérculo depende principalmente da atividade fotossintética e do crescimento linear do tubérculo, que resulta em batatas maiores.
Quando a parte superior da planta começa a morrer, processos fundamentais ocorrem no tubérculo. A periderme fica mais espessa e resistente, o que protege a batata durante a colheita bem como a protege da entrada de microorganismos em seu interior. Durante a maturação, a matéria seca (o peso da batata quando desidratada) aumenta, o que melhora a qualidade para o processamento e para o consumo. Além disso, os açúcares presentes no tubérculo se transformam em amido, o que lhe confere uma coloração mais clara e melhor qualidade para ser transformada em batata frita. Com a maturidade, a batata entra em seu estado de dormência e, além disso, possuem resistência a agentes patogênicos quando armazenados. Mas se os tubérculos permanecerem no solo, entretanto, o amido transforma-se novamente em açúcar, e a matéria seca volta a diminuir.

### Subespécies
| Características da Solanum tuberosum | Subespécie tuberosum                      | Subespécie andigena         |
| ------------------------------------ | ----------------------------------------- | --------------------------- |
| Folhas                               | Menos divididas                           | Mais divididas              |
| Folíolos                             | Amplos                                    | Estreitos                   |
| Ângulo que a folha forma com o talo  | Obtuso                                    | Agudo                       |
| Pedicelo                             | Se engrossa até o ápice                   | Não se engrossa até o ápice |
| Resposta do fotoperíodo              | Forma tubérculos em dias longos ou curtos | Precisa de dias curtos      |
| Influência da altitude               | Não depende da altitude                   | Altitudes elevadas          |

No gênero Solanum existem mais de mil espécies reconhecidas, mas provavelmente existem bem mais. Esse gênero é dividido em diversas seções, das quais a potatoe contém todas que produzem tubérculos, e essa seção, por sua vez, é dividida em séries, uma delas é a tuberosa, onde se encontram cerca de 54 espécies selvagens ou cultivadas. Uma delas é a Solanum tuberosum. Essa espécie é dividida em duas subespécies:tuberosum e andigena. A primeira é a mais cultivada e consumida no mundo todo, enquanto a segunda é cultivada somente em algumas regiões das Américas Central e do Sul. A subespécie tuberosum cultivada na Europa e em outras partes do mundo possui uma pequena parte do seu material genético proveniente da subespécie andigena, que é originada no Chile, graças ao cruzamento feito depois do ataque de fungos que causou a destruição de lavouras na Europa. Com isso, as plantas ficaram mais resistentes. As diferenças entre as duas subespécies são muito pequenas, sendo a principal delas a dependência de um dia curto para a subespécie andigena.

### Variedades
Apesar da batata cultivada em todo mundo pertencer a somente uma espécie (Solanum tuberosum), existem milhares de variedades com diferentes características de tamanho, cor, textura e sabor. Por meio da seleção e cruzamento de variedades é possível criar novas diversidades de batatas mais resistentes a doenças. Esse processo envolve cerca de onze anos por meio de uma sofisticada seleção criando novas cultivações com uma qualidade satisfatória para a sua comercialização. As variedades atuais são mais resistentes graças a esse processo que permite produzir tubérculos com maior qualidade e variedade de tamanho e sabor. A seguir estão alguns exemplos dessa diversidade:
| Variedades    | Variedades | Variedades | Variedades | Variedades |
| Ágata         | Russet     | Desirée    | Bonotte    | Bonotte    |
| ------------- | ---------- | ---------- | ---------- | ---------- |
|               |            |            |            |            |
| Jeresey Royal | Spunta     | Rosalinda  | Blue Swede | Vitelotte  |
|               |            |            |            |            |

## Cultivo

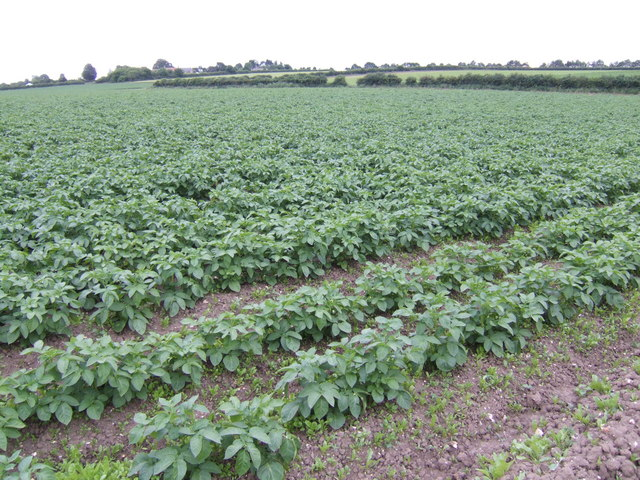
Plantação de batatas na Inglaterra

Para o plantio da batata, que é feito atualmente em mais de cem países, é necessária uma temperatura média entre 10 °C e 30 °C, sendo que a temperatura ideal para a maior produção está entre 18 °C e 20 °C. Por isso, o plantio geralmente ocorre no início da primavera nas zonas temperadas e no fim do inverno nas regiões mais quentes, e nos países tropicais ela cresce nos períodos mais frios. Em algumas regiões subtropicais onde o relevo é mais elevado, é possível plantar o ano todo, e colher os tubérculos noventa dias após o plantio, sendo que nas regiões temperadas, a colheita pode acontecer até 150 dias após o plantio.
De fato a batata pode produzir bem sem as condições ideais para seu crescimento, pois é uma planta que se adapta facilmente, mas as plantas ficam mais sujeitas à ação de pragas e doenças. Para evitar o reaparecimento de doenças, os agricultores não plantam na mesma área duas safras seguidas. Em vez disso, utilizam a técnica de rotação de culturas durante três ou mais anos, alternando com lavouras de milho e feijão, por exemplo. Com as práticas agrícolas necessárias, um hectare de batatas pode produzir, no clima temperado europeu e norte-americano, mais de quarenta toneladas de tubérculos com quatro meses de plantio. Nos países em desenvolvimento, entretanto, a produção é de cerca de 25 toneladas. Isso acontece por causa da falta de qualidade das sementes e dos cultivares, além dos usos pouco explorados de fertilizantes e irrigação.

### Preparo do solo e plantio
Os tipos de solos mais adequados para o plantio de batata são aqueles que oferecem pouca resistência ao desenvolvimento do tubérculo e que são ricos em matéria orgânica, com boa drenagem e aeração. Os solos com pH entre 5,2 e 6,4 são considerados ideais. O preparo do terreno para o plantio é bastante trabalhoso, pois o terreno precisa estar completamente livre de ervas daninhas. Por isso, o solo precisa ser arado várias vezes para atingir as condições ideais do plantio: macio, bem drenado e bem aerado.
Geralmente utiliza-se no plantio os "tubérculos-sementes", que são pequenos tubérculos ou mesmo pedaços de tubérculos, que são semeados entre cinco e dez centímetros de profundidade. Para que o rendimento seja máximo, é essencial a utilização de tubérculos-sementes de qualidade e de cultivares puros, que pode resultar no aumento da produção em mais de trinta por cento. A densidade do plantio depende do tamanho dos tubérculos escolhidos. Geralmente são utilizados cerca de duas toneladas de tubérculos-semente para cada hectare plantado. Para lavouras que dependem da chuva em áreas mais secas, o plantio em um terreno plano resulta em maior produtividade (por causa da melhor conservação da água no solo), enquanto plantações irrigadas geralmente são encontradas nas encostas.

### Cuidados com a plantação, colheita e armazenamento

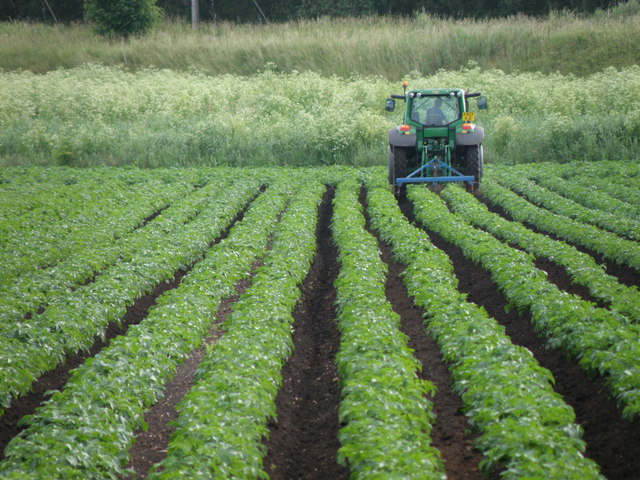
Amontoamento de terra nos pés de batata

Durante o estabelecimento da planta, que demora cerca de quatro semanas, as ervas daninhas devem ser controladas para dar vantagem ao desenvolvimento do tubérculo. Quando as plantas estão com mais de quinze centímetros de altura, é feito um processo de amontoamento de terra sobre os pés da planta, para prevenir a disseminação de pragas, além de manter a qualidade do solo. Depois desse processo, as ervas daninhas são removidas mecanicamente ou com o uso de herbicidas.
O uso de fertilizantes depende do nível de nutrientes já existente no solo. Geralmente plantações irrigadas comerciais necessitam de mais aplicações. As quantidades de fertilizantes dependem também do potencial de produção da variedade e da colheita esperada. A umidade do solo deve sempre ser alta para o melhor desenvolvimento dos tubérculos. Para melhor produtividade, uma lavoura que dura de 120 a 150 dias precisa de 500 a 700 mm de água. A falta de água é mais prejudicial quando está acontecendo o desenvolvimento do tubérculo. A batata possui raízes superficiais, e por isso a resposta da planta à irrigação frequente é considerável. Para se obter uma maior produção é preciso repor a água perdida pela transpiração a cada um ou dois dias.

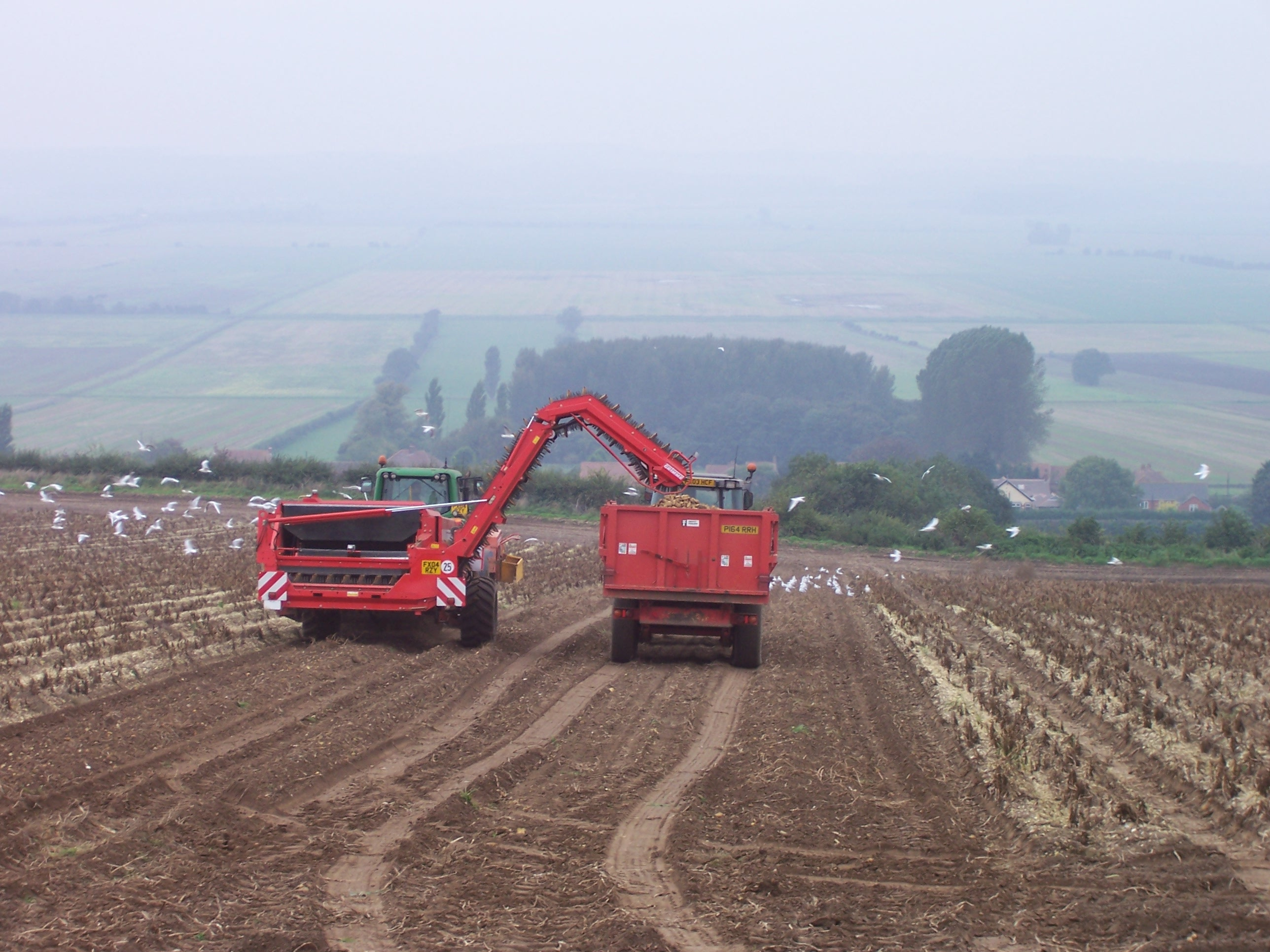
Colheita de batatas nos Estados Unidos

O amarelamento das folhas e a fácil separação dos tubérculos indicam que a plantação atingiu sua maturidade. Se as batatas tiverem que ser armazenadas por mais tempo, elas são mantidas no solo para permitir o engrossamento da pele do tubérculo. Para facilitar a colheita, a parte superior da planta é removida duas semanas antes das batatas serem coletadas do solo. Dependendo da escala da produção, as batatas são colhidas usando-se um arado ou uma colheitadeira de batatas que desenterram o tubérculo e o sacodem para retirar a terra grudada nele. Durante a colheita, é necessário evitar "machucar" a batata, o que poderia criar pontos de entrada para doenças quando elas forem armazenadas.
Uma vez que as batatas colhidas são tecidos vivos, estão suscetíveis à deterioração, e por isso o armazenamento correto é essencial, tanto para evitar a deterioração quanto para garantir a qualidade dos futuros tubérculos-semente. Para armazenar e processar batatas, o depósito deve ter as condições adequadas para prevenir o esverdeamento das batatas (produção de clorofila, que indica o surgimento de compostos tóxicos) e perdas de peso e qualidade. Os tubérculos devem ser mantidos a uma temperatura entre 6 °C e 8 °C num local escuro, bem ventilado e com alta umidade relativa do ar. Os tubérculos-sementes são mantidos sob luz difusa, para manter sua capacidade de germinação.

## Nutrição
| Informações nutricionais da batata crua (com a pele) | Informações nutricionais da batata crua (com a pele) |
| Nutriente                                            | Valor (para cada 100g)                               |
| ---------------------------------------------------- | ---------------------------------------------------- |
| Água                                                 | 81,58g                                               |
| Valor energético                                     | 69kcal (288kJ)                                       |
| Proteínas                                            | 1,68g                                                |
| Carboidratos                                         | 15,71g                                               |
| Amido                                                | 13,49g                                               |
| Açúcares (total)                                     | 1,15g                                                |
| Minerais                                             |                                                      |
| Cálcio                                               | 9 mg                                                 |
| Ferro                                                | 0,52 mg                                              |
| Magnésio                                             | 21 mg                                                |
| Fósforo                                              | 62 mg                                                |
| Potássio                                             | 407 mg                                               |
| Sódio                                                | 16 mg                                                |
| Zinco                                                | 0,29 mg                                              |
| Cobre                                                | 0,11 6 mg                                            |
| Manganês                                             | 0,145 mg                                             |
| Selênio                                              | 0,03 mg                                              |
| Vitaminas                                            |                                                      |
| Vitamina C                                           | 9,1 mg                                               |
| Tiamina                                              | 0,071 mg                                             |
| Riboflavina                                          | 0,034 mg                                             |
| Niacina                                              | 1,066 mg                                             |
| Ácido pantotênico                                    | 9 mg                                                 |
| Vitamina B6                                          | 9 mg                                                 |
| Folato                                               | 18 µg                                                |
| Betacaroteno                                         | 5 µg                                                 |
| Vitamina A                                           | 8 UI                                                 |
| Vitamina E                                           | 0,01 mg                                              |
| Vitamina K                                           | 1,6 µg                                               |

A batata é um alimento versátil, rico em carboidratos e altamente popular em todo o mundo e é preparado e servido das mais diversas formas. Quando fresco, o tubérculo possui cerca de oitenta por cento de água e vinte por cento de matéria seca, da qual a maior parte é amido. A quantidade de proteínas da batata, quando desidratada, é comparável à dos cereais e é bem alta em relação a outros tubérculos e raízes. Além disso, a batata possui pouca gordura e é rica em vários micronutrientes, especialmente vitamina C (quando consumida com a pele, uma batata de cerca de 150 gramas fornece quase a metade da dose diária recomendada.). A batata é também uma fonte moderada de ferro, e a vitamina C promove a absorção do mineral. O tubérculo é, ainda, uma fonte básica das vitaminas B1, B3 e B6 e minerais como potássio, fósforo e magnésio, além de conter fibras dietéticas e antioxidantes, que previne as doenças relacionadas ao envelhecimento.

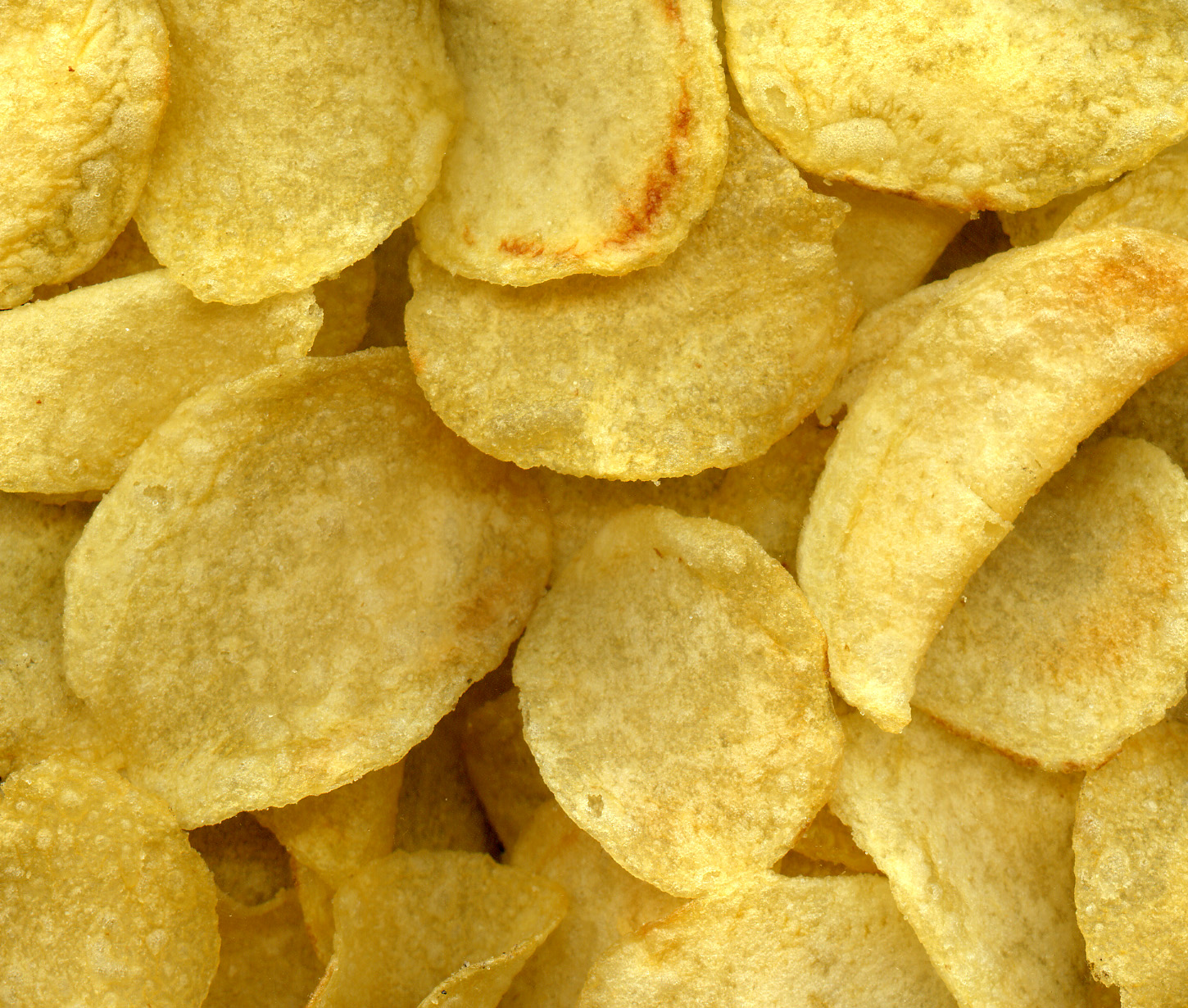
A fritura da batata reduz a quantidade de fibras, proteínas e vitaminas

O valor nutritivo de uma refeição contendo batata depende dos outros componentes e do método de preparação. Por si só, a batata não engorda (e a sensação de saciedade que vem do consumo da batata pode ajudar a controlar o peso.). Uma vez que o amido no tubérculo cru não pode ser digerido pelos humanos, eles são preparados para o consumo através do cozimento (com ou sem pele), fervendo ou fritando. Cada método de preparação altera a composição de uma forma diferente, mas todas reduzem a quantidade de fibras e proteínas, devido à lixiviação durante o preparo da batata na água ou óleo, destruição pelo calor ou mudanças químicas como a oxidação. A fervura, que é o método mais comum de preparação por todo o mundo, causa uma perda significativa perda de vitamina C, principalmente se estiver descascada. Para a batata frita, fritar por um curto período de tempo em óleo quente resulta na alta absorção e reduz drasticamente a quantidade de minerais e de ácido ascórbico. Em geral a perda de vitaminas durante o cozimento é menor, a única exceção é a vitamina C, por causa das temperaturas mais altas.
Uma pesquisa feita nos Estados Unidos demonstrou que as pessoas podem incluir a batata na dieta e ainda perder peso, apesar do alto teor de carboidratos do tubérculo. Segundo os pesquisadores, o resultado dessa pesquisa evidencia o que profissionais de saúde e nutricionistas dizem há anos: quando se trata de perder peso, não é somente eliminar alguns alimentos ou grupos alimentares do consumo diário, mas na verdade, é reduzir a quantidade total de calorias ingeridas. Apesar disso, a batata não está incluída na lista dos cinco alimentos mais recomendados pelo Serviço Nacional de Saúde do Reino Unido (NHS) porque, como o tubérculo é rico em carboidratos, não pode ser consumido com outros alimentos como pão, macarrão e arroz, que também possuem alto teor de carboidratos.

### Toxicidade

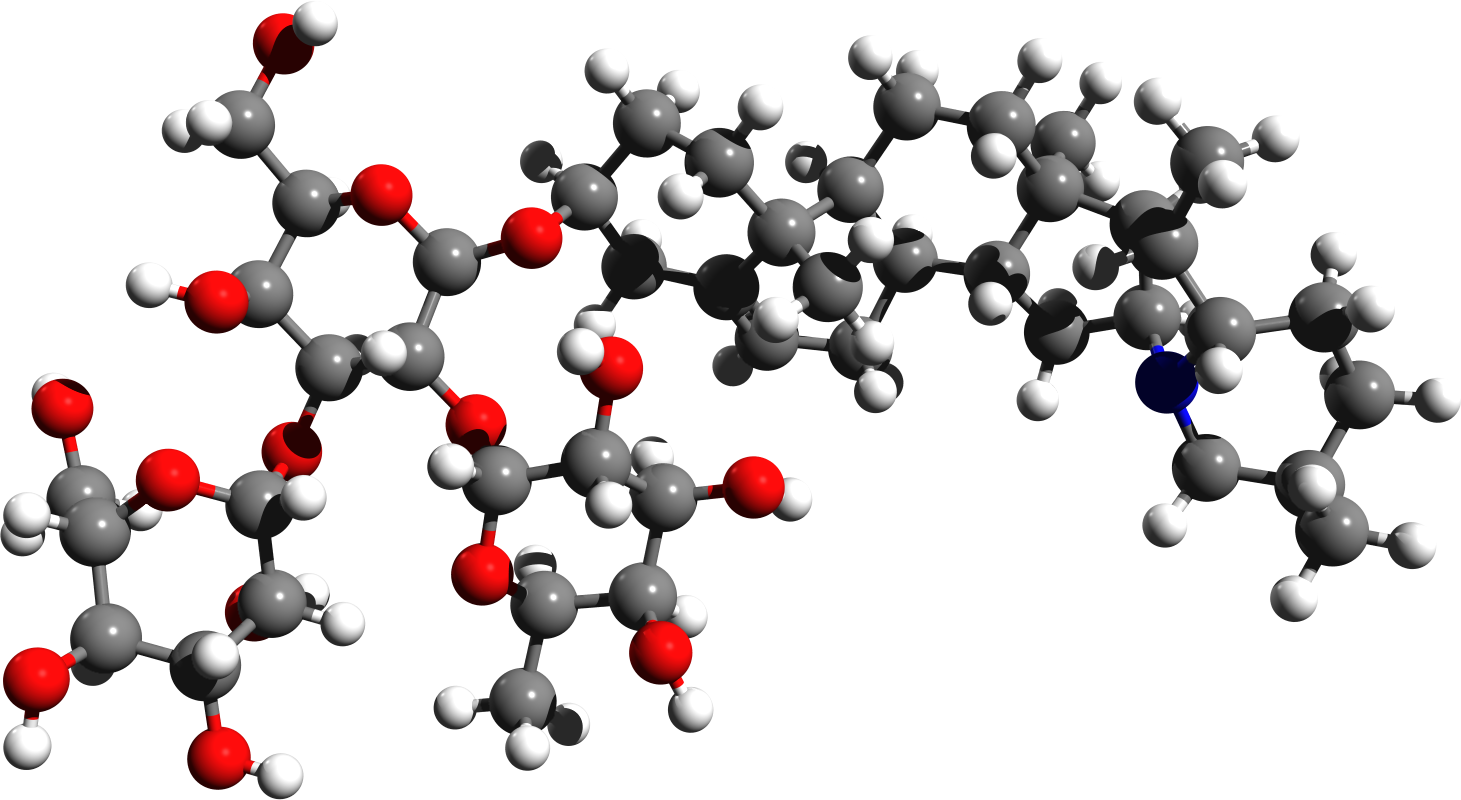
Estrutura da molécula de solanina. Este composto é altamente tóxico

Como parte da defesa natural das plantas contra fungos e insetos, a planta possui altos níveis de componentes tóxicos chamados glicoalcalóides (geralmente solanina e chaconina). Geralmente esses compostos são encontrados em níveis baixos no tubérculo, e estão localizados somente  pouco abaixo da pele. Para manter a concentração de glicoalcaloides baixa, é necessária a conservação em um ambiente escuro e fresco. Caso contrário, a batata torna-se esverdeada por causa do aumento da clorofila, que indica níveis mais altos de solanina e chaconina. Esses compostos não são destruídos com o cozimento e por isso é essencial a remoção das áreas esverdeadas e remoção da pele antes do cozimento para assegurar a ingestão segura do alimento. Os primeiros sintomas da intoxicação manifestam-se geralmente entre oito e doze horas após a ingestão, sob a forma de desordens gastrointestinais e nervosas e, dependendo da dose, pode levar à morte. Uma única batata, se estiver esverdeada, pode conter uma dose perigosa da substância. A batata pode servir de matéria-prima para a fabricação de bebidas alcoólicas (como a vodca) e na produção de bioetanol (álcool combustível).

## História

### Origem

Distribuição original da batata na América do Sul

A história da batata começou há cerca de oito mil anos na Cordilheira dos Andes próximo ao Lago Titicaca, entre a Bolívia e o Peru, onde se supõe que comunidades de caçadores e coletores que entraram na América do Sul sete mil anos antes começaram a domesticar as espécies de batata selvagem que eram abundantes nas regiões em torno do lago, onde os agricultores tiveram sucesso na seleção e melhoramento do vegetal. De fato, o que conhecemos hoje como "batata" (Solanum tuberosum) contém somente um fragmento da diversidade genética encontradas nas sete espécies de batata reconhecidas e mais de cinco mil variedades que ainda são encontradas nos Andes.
Apesar dos agricultores andinos terem cultivado muitos alimentos (como tomate, feijão e milho), as variedades de batatas particularmente se adaptaram ao quechua ou zonas de vale, que estão situadas em uma altitude entre 3,1 mil a 3,5 mil metros nas encostas dos Andes centrais (entre os andinos, quechua era conhecido como "zona de civilização".) . Mas eles também desenvolveram uma variedade de batata que sobrevivia às geadas que aconteciam nas regiões acima de 4 mil metros acima do nível do mar.
A segurança alimentar fornecida pelos cultivos de milho e batata (graças ao desenvolvimento de técnicas de irrigação e aterramento) permitiram a expansão da civilização Wari em torno do ano 500 d.C. nas terras altas da região de Ayacucho. Na mesma época, a cidade estado de Tiwanaku surgiu próximo ao Lago Titicaca, graças principalmente à tecnologia sofisticada do "campo elevado" (áreas elevadas limitadas por canais de água) que permitia a produção de cerca de dez toneladas por hectare. Acredita-se que por volta do ano 800 d.C. cerca de quinhentas mil pessoas habitavam a cidade-estado e seus vales próximos.
O colapso das civilizações Wari e Tiwanaku entre os anos 100 e 1200 d.C. levaram a um período de agitação que terminou com a ascensão dos Incas no vale de Cusco em 1400. Em menos de cem anos eles criaram o maior estado na América pré-colombiana, que se estendia entre onde hoje são Argentina e Colômbia. Os incas adotaram e fizeram melhorias nas técnicas de cultura anteriores e deram especial importância ao cultivo de milho. Mas a batata foi fundamental para a segurança alimentar do império: nas vastas redes de armazéns, batatas (especialmente um produto de batata congelada e desidratada chamado chuño) foi um dos principais alimentos utilizados para alimentar oficiais e soldados e como estoque de emergência no caso de uma quebra de safra.

"As raízes [...] têm o tamanho de um ovo, mais ou menos, algumas arredondadas, algumas alongadas; elas são brancas ou púrpuras ou amarelas, raízes esfarinhadas de bom sabor, uma delicadeza para os índios e uma iguaria fina até mesmo para os espanhóis."

— Descrição da batata feita em 1535 pelos conquistadores espanhóis próximo ao Lago Titicaca.
A invasão espanhola em 1532 significou o fim dos Incas, mas não da batata. Ao longo de toda a história Andina, a batata - em todas as suas formas - foi uma "comida popular, ocupando uma posição central na visão do mundo pelos andinos (o tempo, por exemplo, era medido de acordo com o tempo que se levava para cozinhar um pote de batatas.). A plantação de batatas e outros tubérculos continua sendo a mais fundamental atividade agrícola próximo ao lago Titicaca, onde a batata é conhecida como Mama Jatha, ou a mãe do crescimento. A batata continua sendo a semente da sociedade andina.

### Difusão

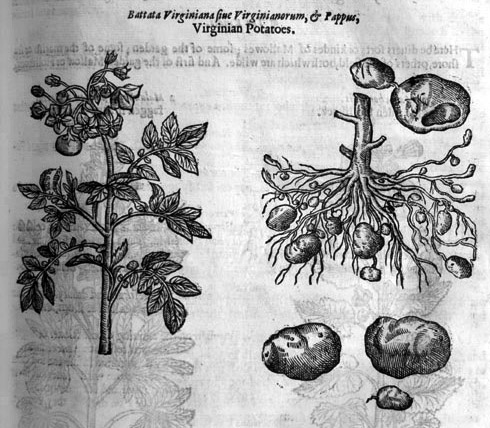
Ilustração do livro The Herball or Generall Historie of Plantes publicado em Londres em 1633, que mostra as características da planta

Os conquistadores espanhóis foram para a região dos Andes em busca de ouro, mas o tesouro que levaram foi a Solanum tuberosum. A primeira evidência do plantio de batata fora do território sul-americano data de 1565, nas ilhas Canárias e em 1573, a batata passou a ser cultivada no território continental espanhol. Logo após, exemplares do tubérculo foram enviados por toda Europa como um presente exótico. Batatas começaram a ser plantadas na Inglaterra em 1597 e chegaram à França e à Holanda logo depois.
Mas como a planta agora fazia parte de jardins botânicos e enciclopédias de plantas, o interesse diminuiu. A aristocracia europeia admirava as flores das plantas, mas os tubérculos eram considerados alimentos somente para porcos e pessoas pobres. Ao mesmo tempo, entretanto, a Era dos Descobrimentos havia começado e os primeiros a apreciar batatas como alimento foram os navegantes que levaram os tubérculos para consumir durante longas viagens. Dessa forma, a batata chegou à Índia, à China e ao Japão, durante o início do século XVII. A batata também foi introduzida na Irlanda, onde se mostrou adaptada ao ar frio e solos úmidos. Imigrantes irlandeses levaram o tubérculo para a América do Norte, no século XVII, onde ficou conhecida como batata irlandesa.
A adoção da batata em grandes plantações no hemisfério norte foi atrasada não só pelos hábitos alimentares da população, mas também pelo desafio de adaptar uma planta que cresceu por milênios nas montanhas andinas ao clima temperado do norte. Somente uma pequena parte do rico patrimônio genético deixou a América do Sul, e levou 150 anos antes das variedades adaptadas aos longos dias de verão começarem a aparecer.
Essas variedades surgiram uma época crucial. Por volta de 1770 a maior parte da Europa era devastada por ondas de fome, e o valor da batata como uma segurança alimentar foi reconhecido. Frederico II da Prússia ordenou o plantio de batatas como segurança no caso de uma quebra de safra dos cereais, enquanto o cientista francês Antoine Parmentier obteve sucesso em declarar a batata como sendo segura para o consumo humano. Na mesma época, no outro lado do Atlântico, o presidente americano Thomas Jefferson serviu batata frita para seus convidados na Casa Branca. Depois da hesitação inicial, agricultores europeus começaram a plantar batatas em larga escala, e a produção foi a reserva alimentar durante as guerras napoleôncias. Anos depois, a Revolução Industrial estava transformando as sociedades agrárias na Inglaterra, levando milhões de pessoas a morar nas cidades. No novo ambiente urbano, a batata se tornou o "primeiro alimento conveniente" por ser bastante energético, nutritivo, fácil de cultivar em pequenas áreas, fácil de adquirir e pronto para cozinhar sem nenhum processamento caro.

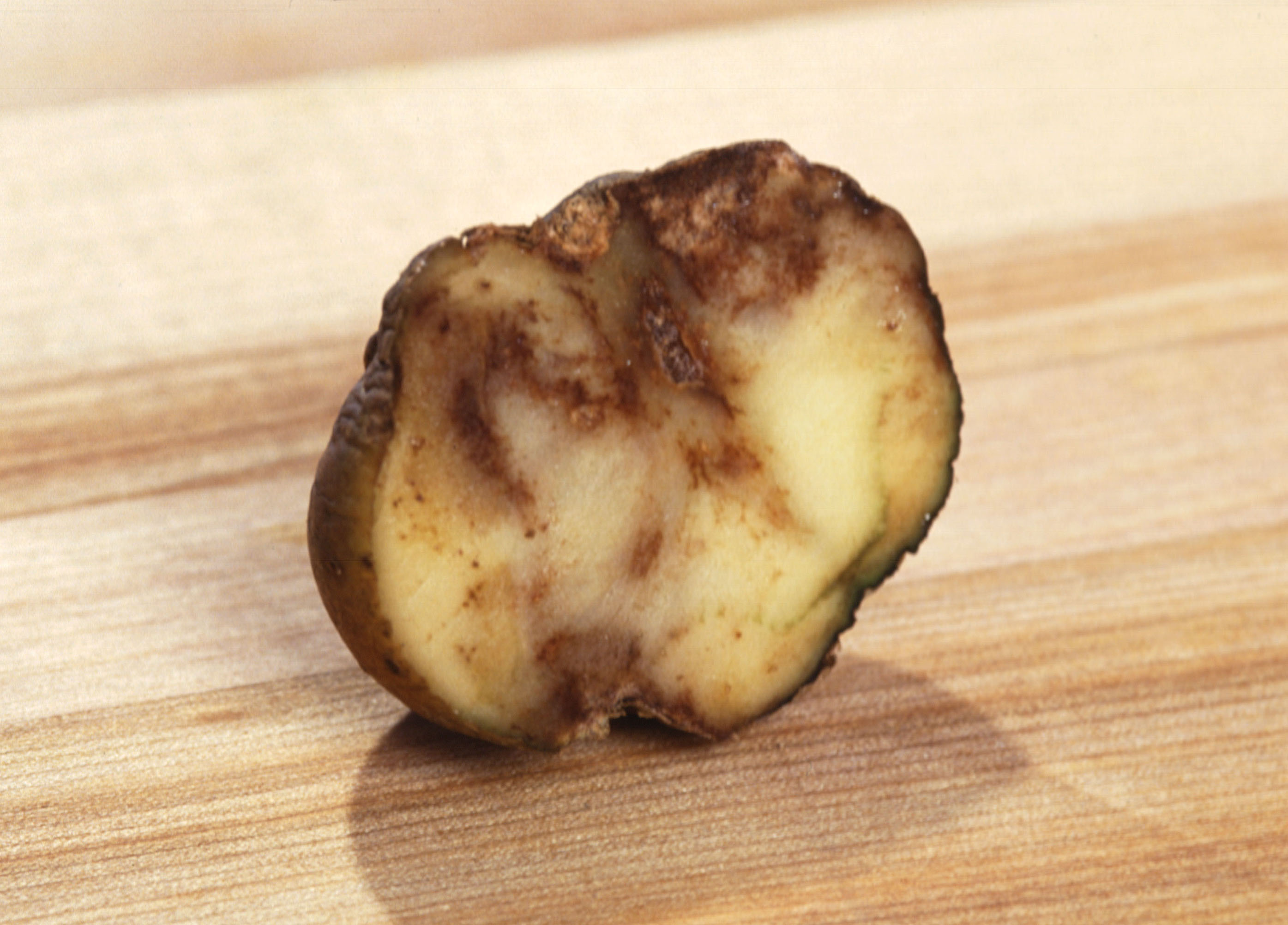
A infestação de batatas com Phytophtora infestans foi uma das causas principais da grande fome na Irlanda.

Acredita-se que o consumo elevado durante o século XIX foi o responsável pela redução de doenças como escorbuto e sarampo, contribuindo para taxas de natalidade mais elevadas e para a explosão populacional na Europa, nos Estados Unidos e no Império Britânico.
Mas o sucesso da batata também provou ter seu ponto fraco. A maior parte dos tubérculos que eram clonados e cultivados na América do Norte e na Europa pertenciam a um pequeno grupo de variedades geneticamente parecidas. Isso significa que se uma doença atingisse uma planta, todas as outras estariam suscetíveis, já que eram parecidas geneticamente. O primeiro sinal desse desastre que viria a acontecer veio em 1844, quando o oomiceto Phytophthora infestans devastou as plantações da Bélgica à Rússia. Mas o pior veio na Irlanda, onde a batata fornecia oitenta por cento das calorias consumidas pela população. Entre 1845 e 1848, a doença causada pelo oomiceto destruiu as plantações, levando à fome generalizada que causou a morte de cerca de um milhão de pessoas.
A catástrofe irlandesa levou a concentração de esforços para desenvolver variedades mais resistentes e produtivas. Para isso espécimes foram levados do Chile para a América do Norte e Europa, o que resultou na criação da maioria das variedades que conhecemos hoje além do aumento massivo da produção nessa região durante o século XX. Enquanto isso, o colonialismo e a emigração europeia estavam introduzindo a batata nas mais diversas partes do globo. Governos coloniais, missionários e colonos levaram a batata para o norte da África e emigrantes levaram a batata para a Austrália e América do Sul, estabelecendo o tubérculo no Brasil e na Argentina.
Na Ásia, a planta se espalhou por rotas antigas e foi introduzida das regiões do Cáucaso e da Turquia até a China, e de lá para a península coreana. No século XX a batata finalmente se consagra como um alimento realmente global. A colheita anual da União Soviética, por exemplo, atingia cem milhões de toneladas. Nos anos seguintes à Segunda Guerra Mundial, grandes áreas de terras aráveis na Alemanha e no Reino Unido foram dedicadas à batata, enquanto países como Bielorrússia e Polônia produziam (e ainda produzem) mais batatas do que cereais.
A partir dos anos 60 o cultivo de batata começou a expandir nos países em desenvolvimento. Na Índia e na China, a produção subiu de dezesseis para mais de cem milhões de toneladas em pouco mais de quarenta anos. No Bangladesh, a batata se tornou um valioso cultivo de inverno e na África Subsaariana a batata é a comida preferida em muitas áreas urbanas, além de ser um cultivo fundamental nas terras altas na África central. Hoje a batata é vista como uma das soluções possíveis para acabar com a fome no mundo. Na China, por exemplo, cientistas propuseram que sessenta por cento das terras aráveis do país deveriam ser ocupadas por plantações de batatas. E nos Andes, onde tudo começou, o governo peruano criou em 2008 um registro nacional das variedades nativas de batata, para ajudar a conservar o rico patrimônio genético da espécie, que ajudarão a escrever os futuros capítulos da história da Solanum tuberosum.

## Produção e consumo mundial
| Maiores Produtores de batata (em 2018) | Maiores Produtores de batata (em 2018) |
| País                                   | Produção (em toneladas)                |
| -------------------------------------- | -------------------------------------- |
| China                                  | 90.259.155                             |
| Índia                                  | 48.529.000                             |
| Ucrânia                                | 22.503.970                             |
| Rússia                                 | 22.394.960                             |
| Estados Unidos                         | 20.607.342                             |
| Bangladesh                             | 9.744.412                              |
| Alemanha                               | 8.920.800                              |
| França                                 | 7.870.973                              |
| Polónia                                | 7.478.184                              |
| Países Baixos                          | 6.029.734                              |
| Bielorrússia                           | 5.865.123                              |
| Canadá                                 | 5.790.838                              |
| Irão                                   | 5.321.188                              |
| Peru                                   | 5.121.110                              |

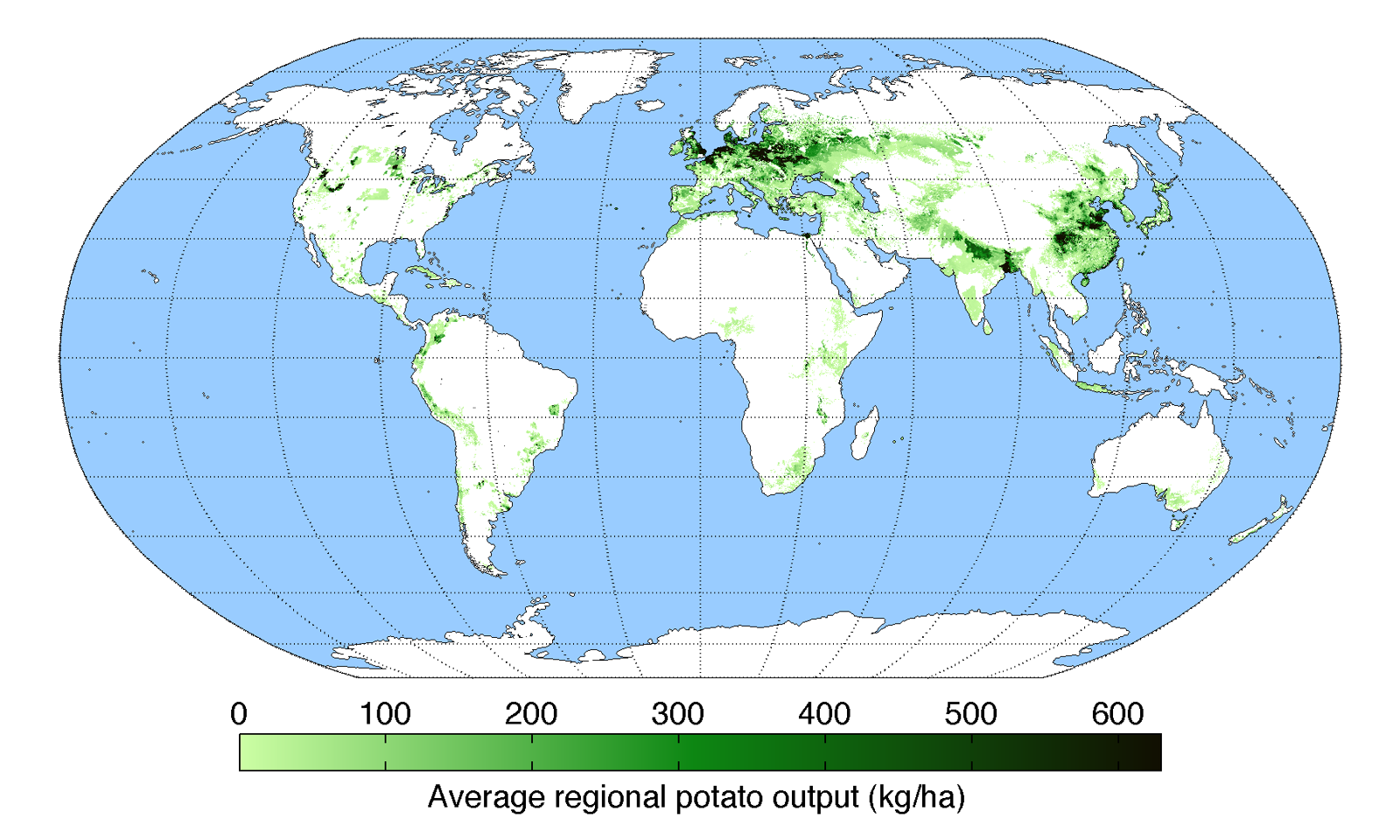
Mapa da produtividade da batata no mundo

A produção e o consumo de batatas sempre esteve concentrado nos países da Europa e da América do Norte, sendo que até a metade do século XX, noventa por cento da produção mundial estava concentrada no continente europeu. Mas isso começou a mudar a partir de 1990 quando a produção dos países da América Latina, África e Ásia começou a crescer drasticamente, superando a produção dos países do norte em 2005. Em 2007 foram produzidos 325 milhões de toneladas do tubérculo, sendo a China o maior produtor mundial, e cerca de um terço de todas as batatas produzidas no mundo são colhidas somente em dois países: China e Índia. A produção na América Latina e África representa menos de vinte por cento da produção mundial, apesar de estar crescendo a níveis recordes. Na América do Norte são registrados as maiores produtividades, sendo a média da região de cerca de quarenta toneladas por hectares, enquanto a média mundial é de apenas 16.8 toneladas por hectare.
Na África a produção está em crescimento constante, sendo que em 1960 foram colhidas 2 milhões de toneladas e quase cinquenta anos depois a produção passou a ser de quase 17 milhões de toneladas. O tipo de cultivo no continente varia desde o plantio irrigado em países como Egito e África do Sul até o plantio para consumo familiar nos países da África central. O maior produtor do continente é o Egito, onde o cultivo ocorre principalmente no delta do Nilo e boa parte da produção é destinada à exportação, principalmente para a Europa. Na África Subsaariana, o maior produtor é o Malawi, onde o clima úmido e a altitude favorecem o cultivo, que geralmente é feito junto com outros cereais, como milho e feijão. A produção do país é destinada principalmente ao consumo interno, sendo que cada habitante consome, em média, 88 quilos de batata por ano no país.
Os maiores produtores de batata do mundo se encontram na Ásia, onde a batata chegou graças à colonização europeia. A China é o país com a maior produção do mundo, responsável por vinte por cento das batatas produzidas em todo o mundo e, além disso, o tubérculo não é somente base alimentar, mas também fonte de renda para os agricultores das regiões montanhosas com solos pobres. Nas províncias de Shanxi e Mongólia Interior,por exemplo, a batata fornece uma renda que representa mais da metade dos ganhos da população rural. Na Índia, terceiro maior produtor mundial, a batata é cultivada na planície Indo-Gangética e a produção cresce em ritmo acelerado devido à maior demanda causada pelo aumento da população urbana. O Irã também se destaca na produção mundial, sendo o terceiro maior produtor asiático e 12° no mundo. A "maçã da terra", como é conhecido o tubérculo no país, é cultivado utilizando-se de irrigação na costa sul do mar Cáspio, nos montes Zagros e nas terras baixas no sul, alternando-se o cultivo com trigo e outros vegetais em ciclos de três ou quatro anos. No Japão, a produção de batatas está diminuindo nas últimas décadas, ficando concentrada apenas na ilha de Hokkaido, e essa queda faz com que os hábitos alimentares da população também mudem. Em vez de preparar a batata para o consumo doméstico, os japoneses estão consumindo mais produtos processados, como batata frita. Na Oceania a Austrália e a Nova Zelândia são os maiores produtores, sendo que nesse último, são encontradas as maiores produtividades médias do mundo: em um hectare os produtores do país conseguem produzir até mais de setenta toneladas do tubérculo que, no país, é o vegetal mais popular.

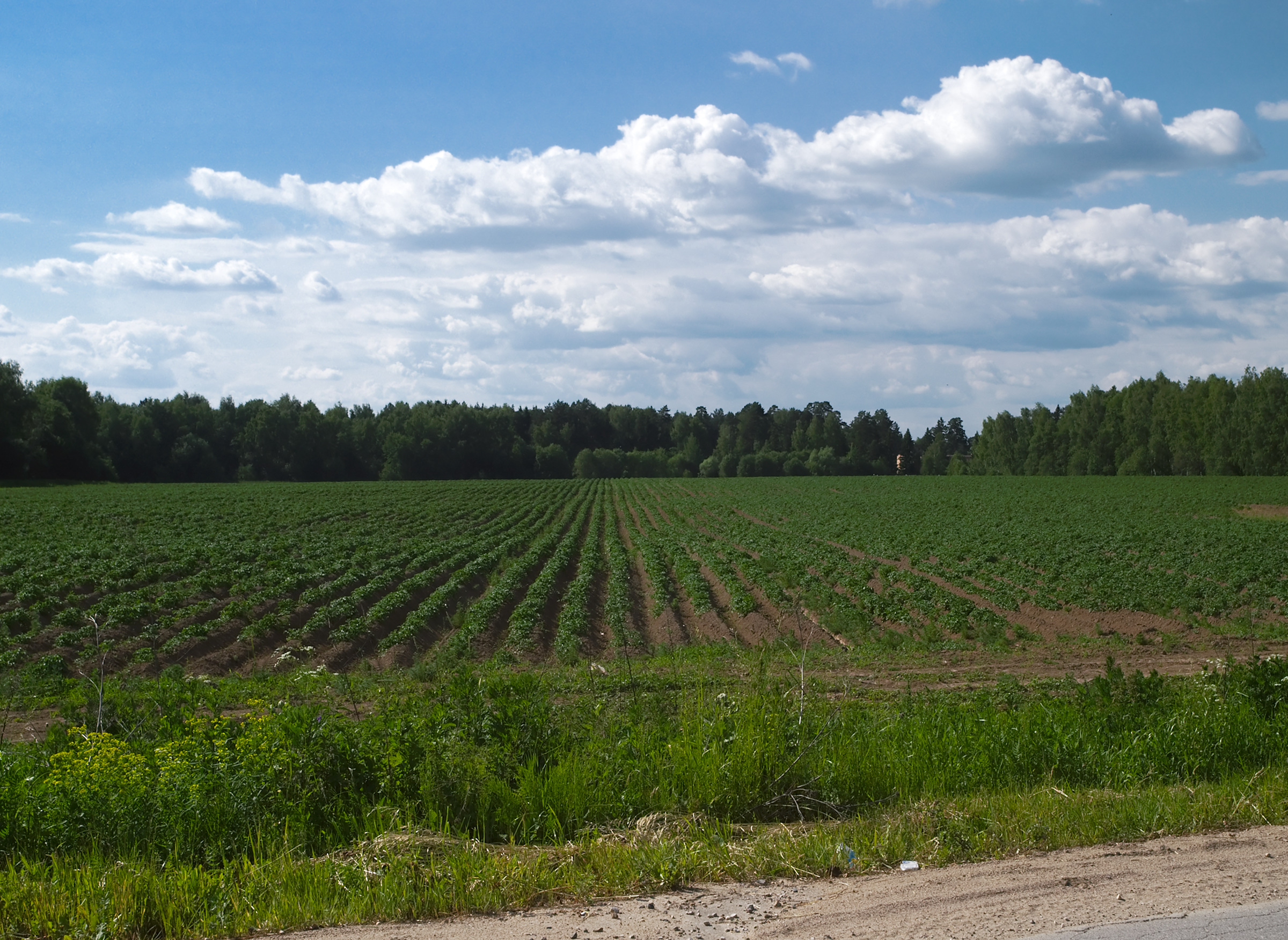
Plantação de batatas na Rússia, maior produtor europeu

Já na Europa que, apesar de ter perdido o posto de maior produtor para a Ásia, ainda possui sete países na lista dos dez maiores produtores mundiais e sua população ainda é a que consome mais batata no mundo (quase 90 quilos por pessoa por ano, em média). A Federação Russa se mantém com a segunda maior produção mundial, mesmo com a produção se estabilizando em torno de 35 milhões de toneladas anuais. A produção russa provém de pequenas fazendas, com produtividade média de 13 toneladas por hectare, que só não é maior por causa das diversas pragas e doenças que atacam as plantações frequentemente. A Ucrânia também se destaca como quinto maior produtor mundial e também como consumidor, pois cada pessoa consome em média 136 quilos de batata por ano, mas sua produção poderia, assim como a russa, ser bem maior não fosse as perdas com as doenças nas plantações e com armazenamento inadequado.
A América Latina é uma região onde a produção de batata ainda é muito pequena, mesmo sendo onde se originou a espécie Solanum tuberosum, mas isso tende a mudar com o aumento das plantações comerciais no Brasil e na Argentina. O maior produtor de batatas na América Latina é o Peru, onde o consumo per capita é maior que 80 quilos. No país, as lavouras estão localizadas na região dos Andes centrais e são plantadas por agricultores familiares e, uma vez que nos Andes se encontra uma grande diversidade genética da espécie, a mistura de variedades da planta para aumentar a produção ameaça o patrimônio da região e para ajudar a conservá-lo, o governo peruano criou em 2008 um registro nacional de variedades nativas de batata. No Brasil a batata (ou batata inglesa) ainda é uma cultura com pouca importância na agricultura, mas mesmo assim aparece em segundo na América Latina, com uma produção de mais de três milhões de toneladas em 2007 e a tendência é que a produção aumente. O consumo no país ainda é baixo (14 quilos por pessoa anualmente), mas isso tende a mudar, pois a demanda de lanches rápidos com batatas é um mercado em franco crescimento no país. Nos países latino americanos a tendência é que a produção aumente cada vez mais graças à introdução de novas variedades e aumento do consumo nas áreas urbanas.
Na América Anglo-Saxônica, Estados Unidos e Canadá são o quarto e o 13° produtores mundiais, respectivamente. Nos Estados Unidos o investimento em novas variedades e técnicas de produção levou o país a atingir uma das maiores produtividades do mundo: mais de 44 toneladas por hectare. A maior parte da produção estadunidense provém da parte noroeste do país, onde são colhidas entre Setembro e Outubro. Cerca de 60% da produção do país é transformada em outros produtos, como batata frita e desidratada e amido. No Canadá a demanda por batata fez a produção crescer, fazendo do país o segundo maior produtor de batata congelada do mundo. Apesar da popularidade do tubérculo no país, o consumo caiu de 76 para 65 quilos por pessoa anualmente entre 1994 e 2007.

## Doenças e pragas

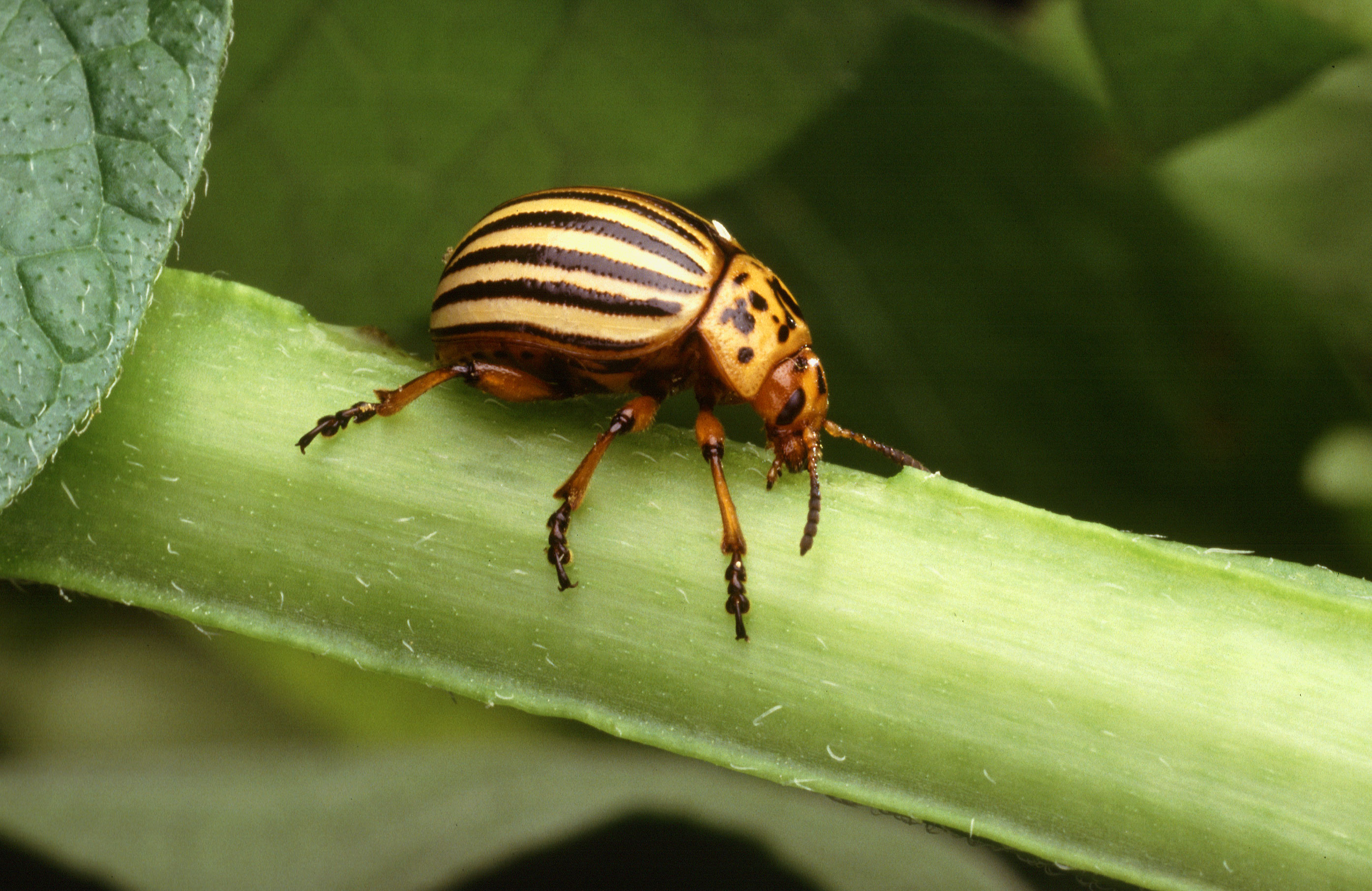
Escaravelho da batata

Geralmente a lavoura de batata possui uma grande quantidade de outros seres vivos, como insetos e ácaros, cujas espécies variam de uma região para outra. Entretanto, alguns seres vivos podem se hospedar na planta e causar danos excessivos que, na maioria das vezes deve-se à alimentação nas folhas com redução da área fotossintética, à alimentação nas raízes e estolhos e à alimentação nos tubérculos, que prejudica a quantidade e a qualidade dos mesmos.
A principal praga da batata no hemisfério norte é o escaravelho da batata (Leptinotarsa decemlineata), um inseto muito prolífico da ordem Coleoptera. Os adultos, e as suas larvas, que vivem durante três semanas, podem eliminar por completo a folhagem das plantas.

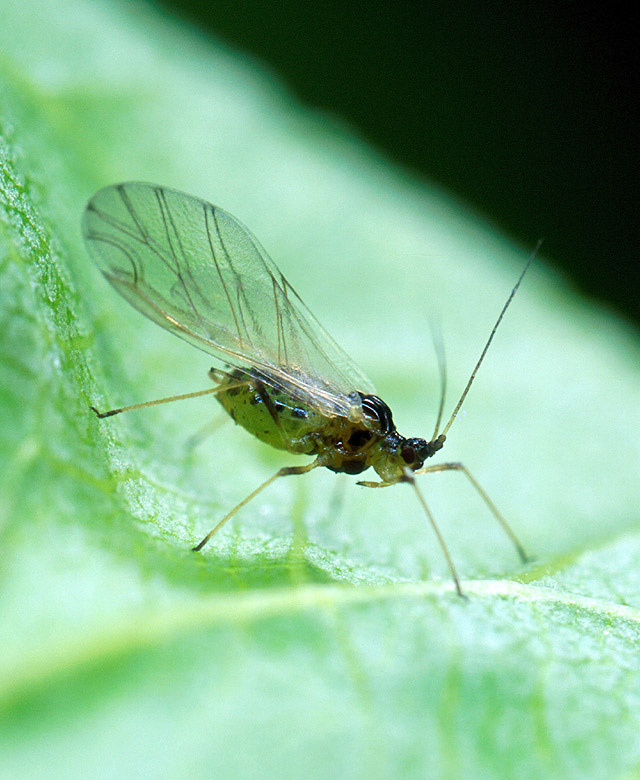
Myzus persicae

Outra praga que atingem as lavouras são os pulgões, que estão distribuídos entre algumas espécies das quais as mais perniciosas são o Myzus persicae e o Macrosiphum euphorbiae. A primeira espécie pode transmitir mais de 100 espécies de vírus que atacam plantas de mais de 30 famílias diferentes e é considerado o principal vetor de viroses na cultura da batata. Os pulgões podem ter formas aladas ou ápteras (sem asas), em resposta ao ambiente no qual vivem, seja por causa da planta, seja por causa do clima e geralmente os indivíduos vivem cerca de vinte dias e as fêmeas podem produzir até oitenta descendentes. Os problemas causados pelos insetos não se restringem somente à disseminação de vírus, a alimentação na folhagem pode comprometer o desenvolvimento da planta, e a saliva das duas espécies citadas tem ação tóxica nas plantas, o que faz surgir o aparecimento de necroses ao longo de nervuras.
Outro inseto que causa muitos problemas é a mosca minadora (Liriomyza huidobrensis) cuja população tem aumentado por causa do uso de inseticidas e em algumas regiões o cultivo se tornou inviável. Sua permanência no ambiente é favorecida pois a mosca se desenvolve em mais de 40 hospedeiros diferentes, como na beterraba, girassol, espinafre, melão, melancia e outras. O indivíduo adulto tem cerca de dois milímetros de comprimento, de cor castanha/marrom escura a preta, com brilho metálico e manchas amareladas no dorso e na cabeça, e seu ciclo de vida pode durar de 19 a 40 dias, dependendo da estação do ano. A moscas "picam" as folhas para oviposição (os ovos se transformam em larvas que se alimentam da folha) e alimentação, o que reduz a área fotossintética e debilita a planta, que fica prateada ou acinzentada nas regiões atingidas das folhas.

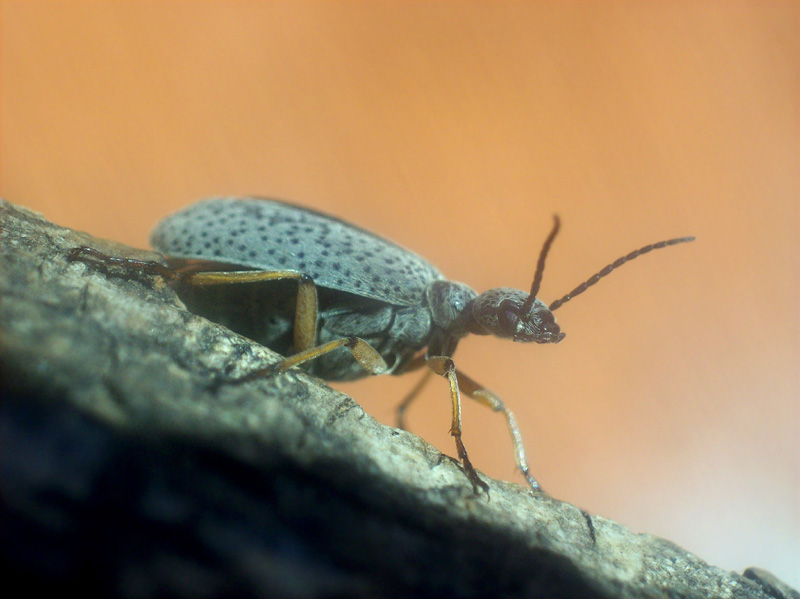
Epicauta atomaria (burrinho)

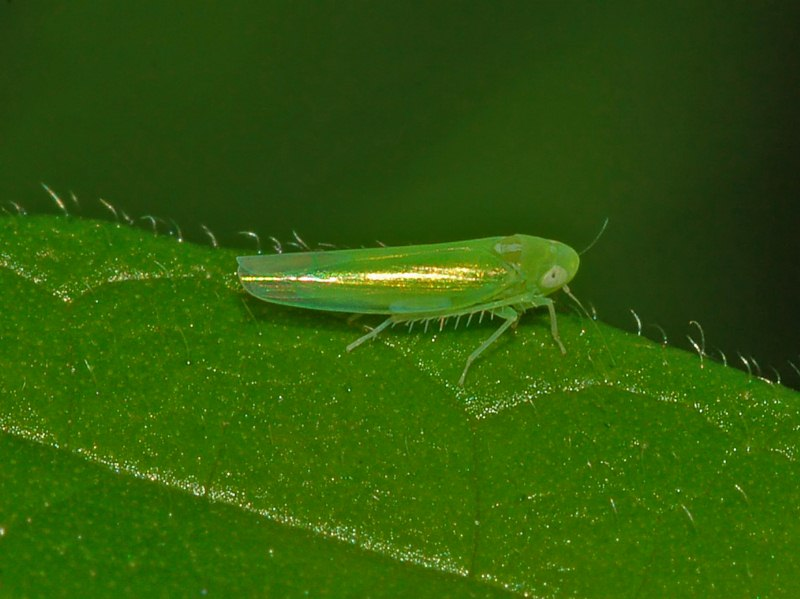
Cigarrinha

Outros insetos atacam a lavoura em áreas mais localizadas e esporadicamente. O burrinho (Epicauta atomaria), por exemplo, é um besouro de cor cinza que chegam em bandos, comem as folhas da planta em pequenas áreas, e depois saem subitamente também em bando. A infestação do ácaro branco (Polyphagotarsonemus latus) ocorre quando há desequilíbrio causado pelo uso intenso de inseticidas na parte superior da planta para controlar outras pragas. O surgimento de manchas indicam a presença do ácaro que se alastra rapidamente pela lavoura, fazendo com que as plantas fiquem parecendo queimadas e em sequência ocorre a morte antes da formação dos tubérculos. A cigarrinha (Empoasca spp.) é um inseto com cerca de 3 milímetros de comprimento que se alimenta das seiva da planta e, além disso, injeta saliva tóxica na planta, o que causa o paralisação do crescimento e a necrose das folhas, que ficam com bordas amareladas.
Uma das principais doenças originadas de bactérias na batata é a murchadeira, causadas por Ralstonia solanacearum, que provoca o murchamento e o secamento das hastes e posterior morte da planta. A rotação de culturas é um método eficiente para controle desta doença. Outra doença bacteriana é a sarna comum, causada por Streptomyces scabies, que se dissemina facilmente nos solos cultiváveis. Provoca pequenas lesões superficiais nos tubérculos.

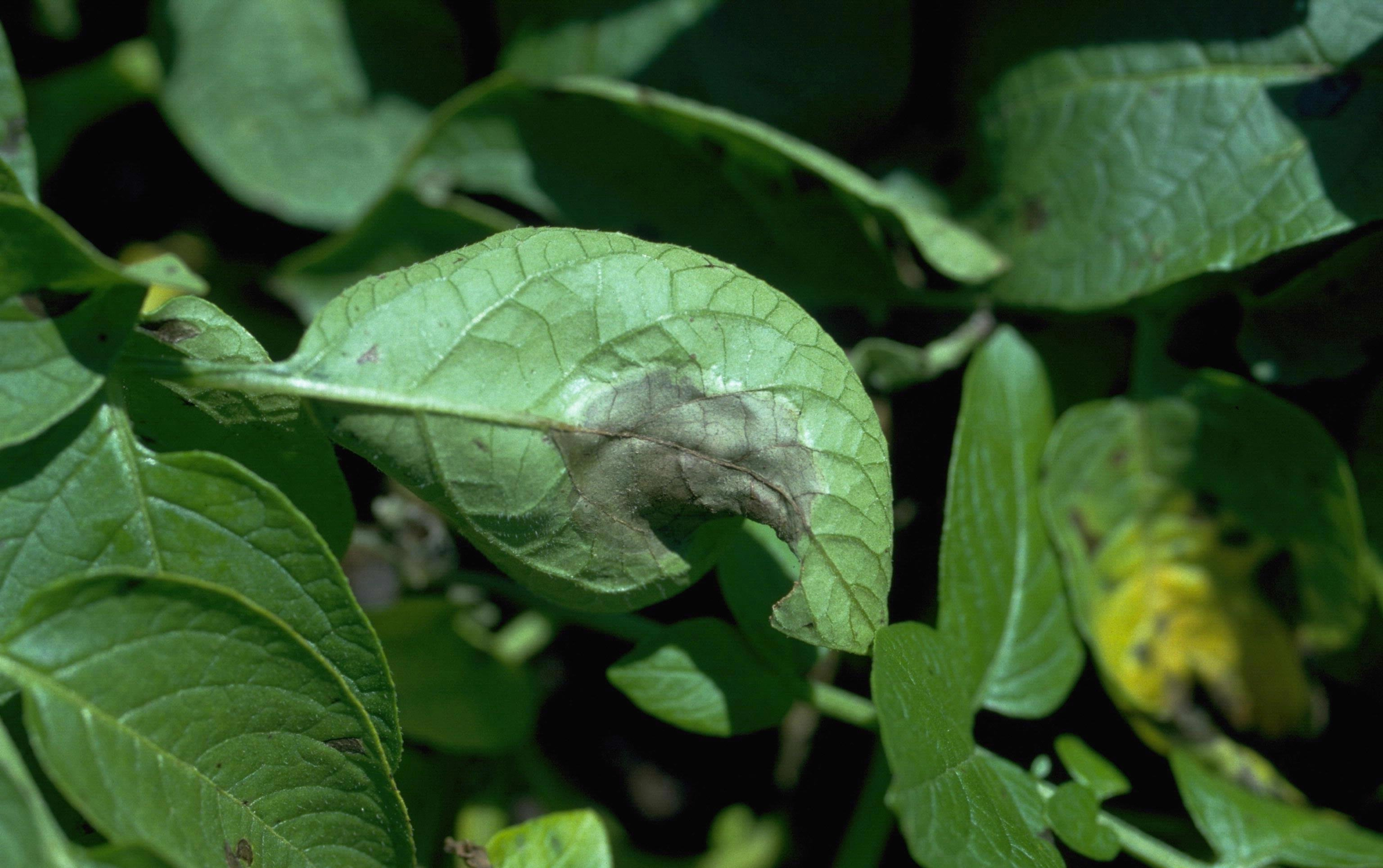
Sintoma da requeima/do míldio da batata

Mas sem dúvida uma das principais doenças da batata é a requeima da batateira (português brasileiro) ou míldio da batateira (português europeu) ou preteadeira, causada pelo oomiceto Phytophthora infestans (anteriormente considerado um fungo) que pode, sob condições adequadas, destruir completamente uma lavoura em poucos dias. As principais evidências da infestação são as manchas escuras nas folhas que progridem para os pecíolos e hastes e pode atingir até mesmo o tubérculo. A presença do oomiceto é evidenciada pelo surgimento de um tipo de mofo cinza esbranquiçado e uma vez que o patógeno se instala no interior dos tecidos da planta não há mais nada a fazer. Essa doença foi a responsável pela grande fome que atingiu a Irlanda na década de 1840 e, ainda hoje, causa prejuízos de mais de seis bilhões de dólares em todo o mundo.

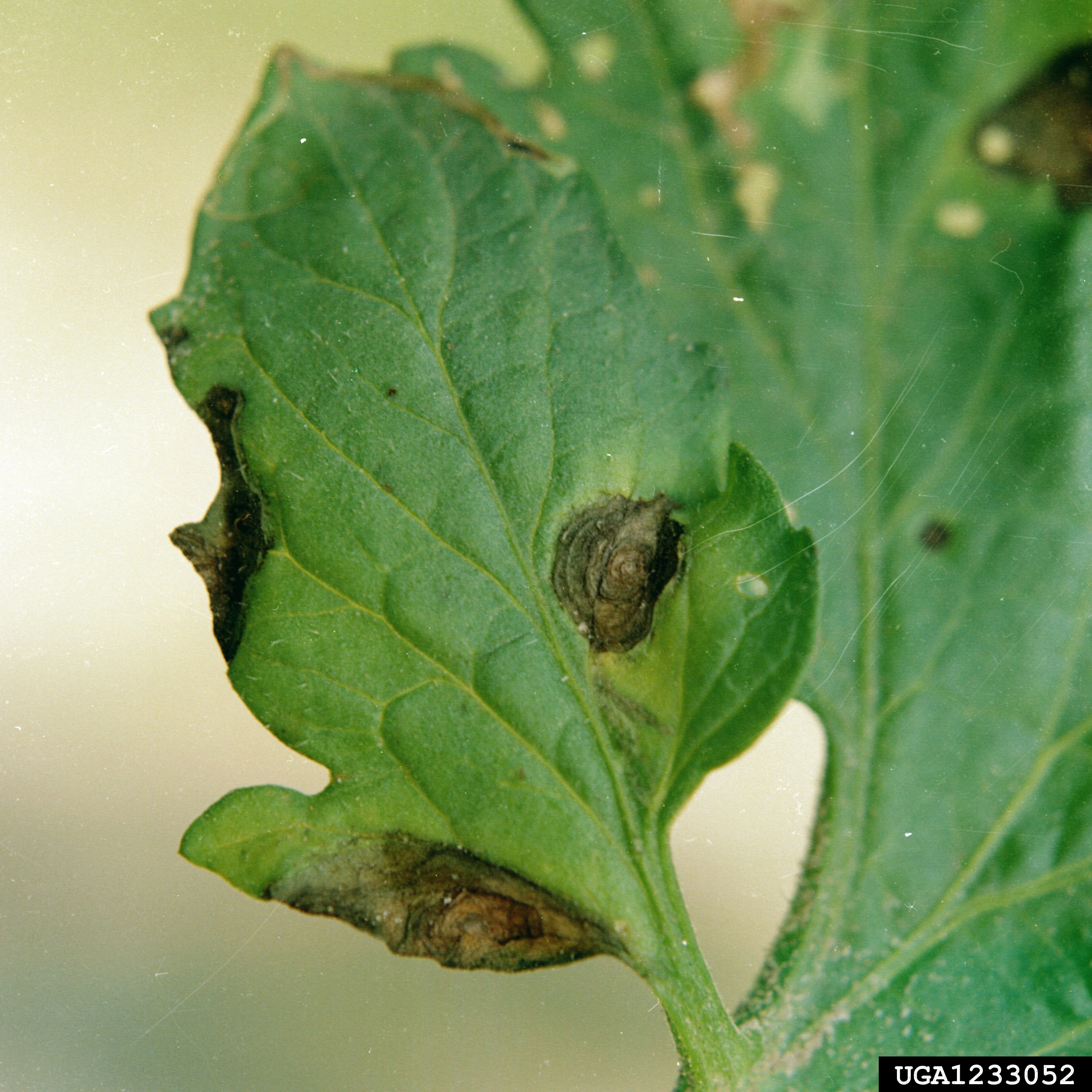
Pinta preta

A doença conhecida como pinta preta ou alternaira é causada pelos fungos Alternaria solani e A. grandis ocorre principalmente em plantas adultas e a infecção se inicia pelas folhas mais velhas, sob a forma de manchas zoneadas concêntricas que podem secar a folha completamente. O fungo também pode atingir, raramente, o tubérculo, que apresenta lesões necróticas. A podridão seca causada pelo fungo Fusarium spp. atinge os tubérculos que estão armazenados. O fungo penetra por ferimentos existentes na batata, e faz com que seu interior fique ressecado até que todo o tubérculo seja "mumificado".

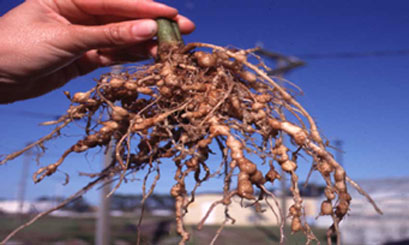
Gralhas (engrossamentos) causados por nematódeos

As doenças causadas por vírus são bastante diversas e numerosas. Uma delas é a doença do enrolamento da folha causada pelo vírus do enrolamento da folha da batata (Potato leafroll virus - PLRV), cujo principal sintoma é o enrolamento das bordas da folha para cima, no sentido da nervura principal e dissemina-se por meio do plantio de tubérculos infectados e pelos pulgões. Causa uma acentuada redução do crescimento e consequente redução da produção, que varia entre 50 e 70%. O mosaico é causado por vários vírus, sendo o principal o vírus Y da batata. Provoca uma coloração mais clara e amarelada nas folhas e redução dos crescimentos, entre outros sintomas. Os nematódeos também causam prejuízos. O nematodeo-das-gralhas (Meloidogyne spp.) possui menos de um milímetro de comprimento, e se aloja nas raízes das plantas, causando pequenos engrossamentos e provocam o surgimento de "verrugas" que pode atingir todos os tubérculos, que não serve mais para a comercialização. Outro nematódeo, o nematódeo-das-lesões (Pratylenchus penetrans) provoca lesões nas raízes e manhas circulares castanho-púrpura nos tubérculos infectados, impróprios para o comércio.

## Batata geneticamente modificada

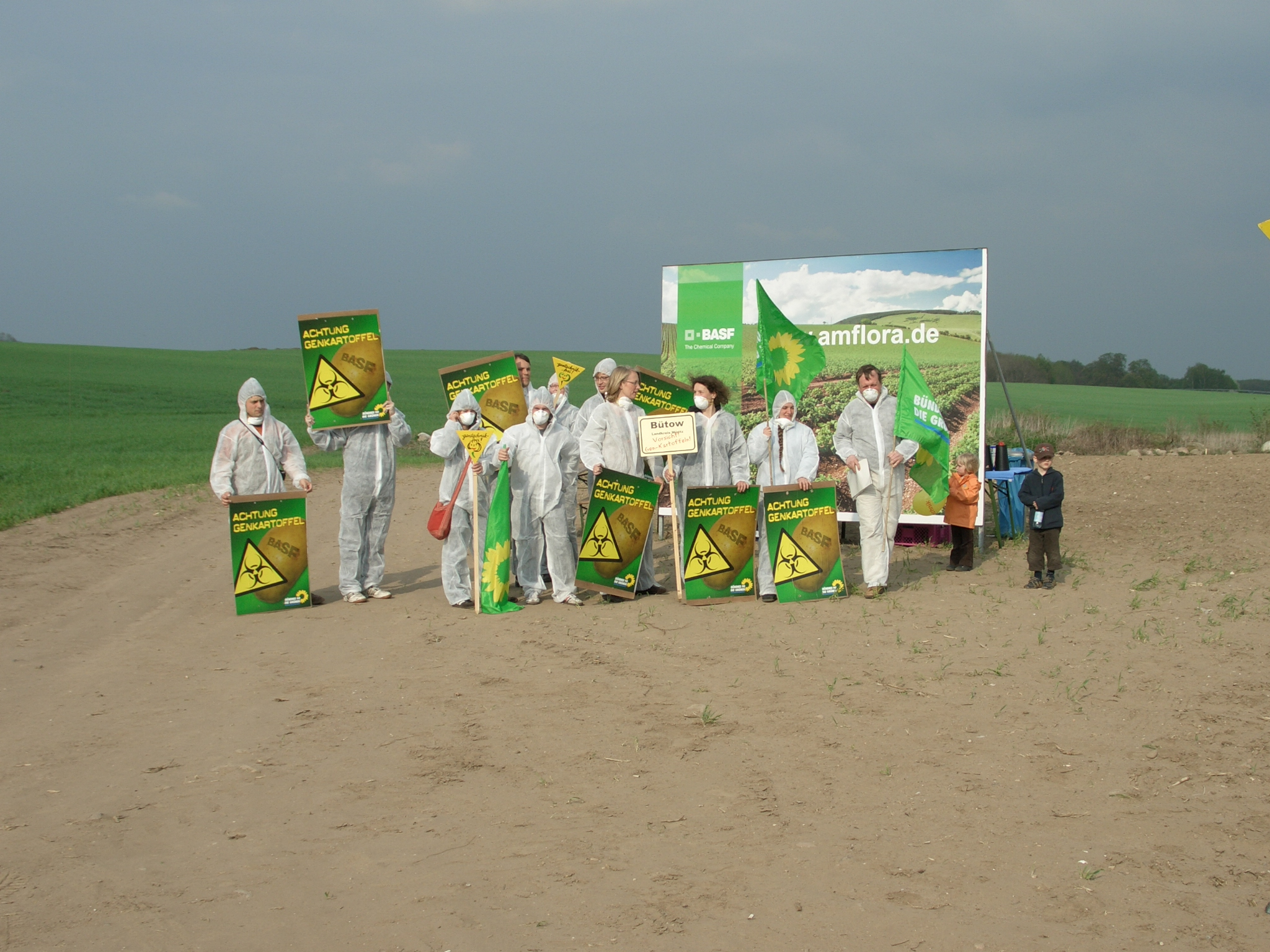
Protesto na Alemanha contra a batata geneticamente modificada Amflora.

O gene introduzido no DNA da batata impede a formação de amilose

As pesquisas para desenvolver batatas transgênicas começaram no início dos anos 1990, quando desenvolveram uma variedade resistente ao ataque de certo vírus. De fato, plantações com batatas geneticamente modificadas pode aumentar a produtividade, a saúde do consumidor e ajudar a conservar o meio ambiente. Mas muitos ativistas que são contra os produtos geneticamente modificados (GM) contribuíram para a má aceitação do mercado, mas mesmo assim as indústrias da batata continuam a investir nessa tecnologia. Testes feitos nas plantações no noroeste americano mostram que produtos GM permitem o aumento da produção, diminuição dos custos e menor uso de agrotóxicos, além da qualidade superior dos tubérculos. Os produtos GM são vistos como uma promessa para os países subdesenvolvidos, já que os agricultores perdem a maior parte de sua produção porque não podem comprar inseticidas. O aumento da produção resulta no aumento da segurança alimentar, redução do preço, aumento da margem de lucro e proteção do meio ambiente, já que são utilizados menos produtos químicos.
Em 2010, a Comissão Europeia aprovou o cultivo e o processamento de uma variedade geneticamente modificada, cujo autorização foi requisitada 14 anos antes, e a produção poderá ser utilizada somente para produção de amido industrial, não para a alimentação. Mesmo assim, essa aprovação representa um grande avanço num continente que que se opõe fortemente aos produtos GM. Atualmente na América do Norte a batata GM não é cultivada para utilização comercial, mas não foi sempre assim. A partir de 1996 os agricultores começaram a cultivar as batatas, mas grandes companhias, como McDonalds e Wendy's se recusaram a comercializar os produtos geneticamente modificados por causa dos possíveis efeitos na saúde dos consumidores. A partir de então várias outras empresas fizeram o mesmo. Atualmente, algumas empresas estadunidenses trabalham com batatas GM, e procuram aprovação para que elas voltem ao mercado. Além disso, promovem ideias que quebram os mitos acerca dos produtos transgênicos; que as batatas GM não são benéficas somente para os fazendeiros, mas para os próprios consumidores e que a batata GM não possui DNA de outras espécies. Com isso, a tendência é que esses produtos sejam bem aceitos pela maioria dos clientes.
Uma variedade geneticamente modificada criada é a Amflora. As variedades comuns de batata produzem dois tipos de amido: amilopecitina e amilose. Para a aplicação industrial, somente a amilopectina é utilizada (na indústria de papel, têxtil, materiais de construção etc.) e por isso é preciso separá-la da amilose por processos que envolvem muito consumo de energia. Por isso seria ideal que a batata produzisse amido somente na forma de  amilopectina. Para isso foi criada a variedade Amflora, que produz somente o tipo de amido necessário para a indústria. Essa variedade também se tornou resistente a antibióticos, e a preocupação é se as bactérias poderiam se tornar resistentes incorporando os genes utilizados na batata, apesar de isso nunca ter sido demonstrado nem na natureza, nem em laboratório.

## Gastronomia

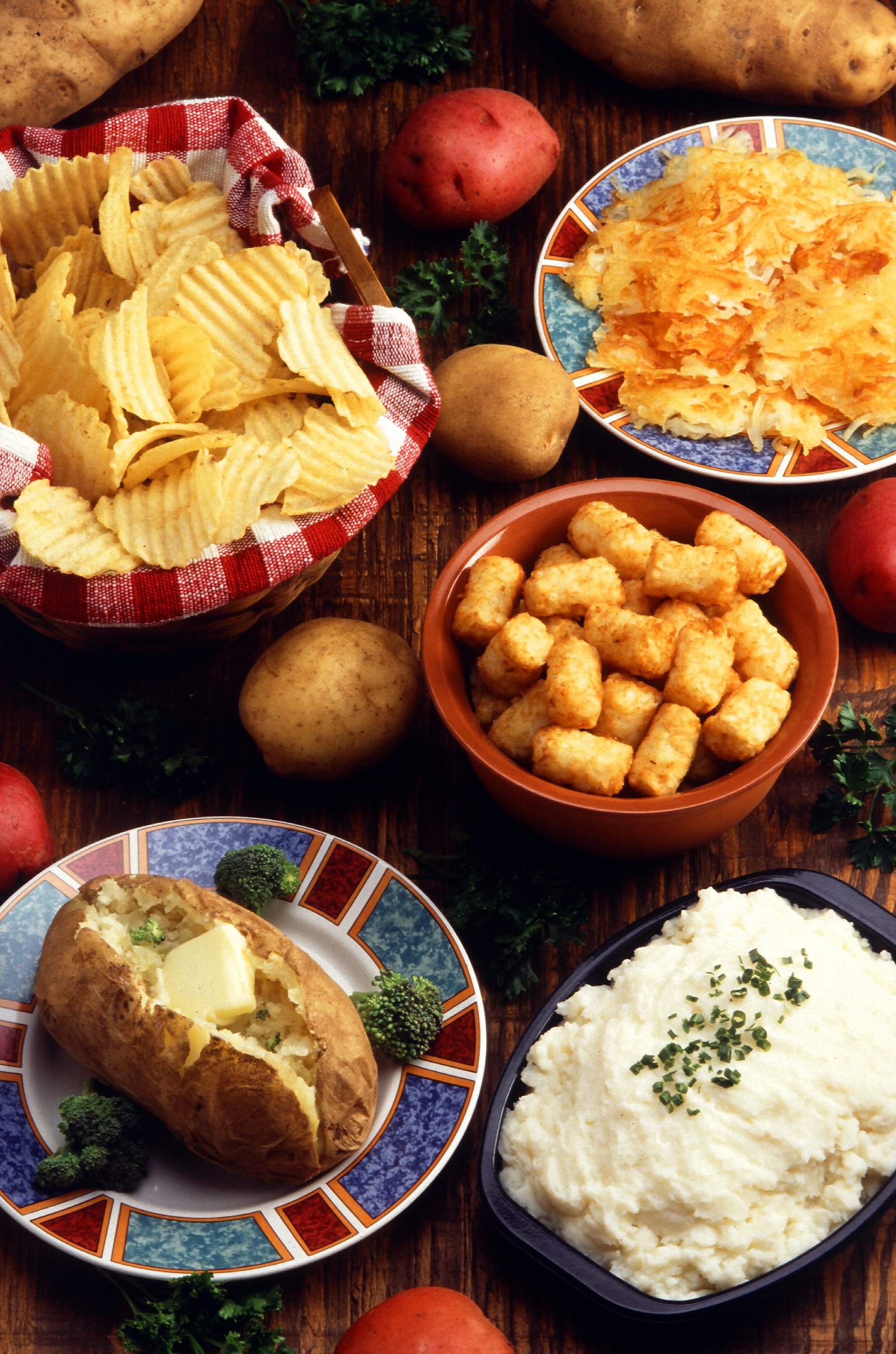
Diversas formas de preparo da batata

A batata é o vegetal mais popular do mundo e o quarto mais consumido, sendo usado em receitas em todo o mundo. São utilizadas como massa na Itália, cozidas com bananas na Costa Rica, cozidas com arroz no Irã, recheadas com fígado na Bielorrússia, fritas com feijões verdes na Etiópia, dentre outras incontáveis receitas com o tubérculo. O segredo do grande sucesso da batata é sua grande diversidade, que proporcionam várias opções de cor e sabor. Algumas variedades dão às sopas uma textura cremosa e um gosto delicado que destaca os outros ingredientes. Outros tipos de batata são melhores cozidas, servidas como um simples lanche ou recheadas com diversos ingredientes.
Variedades com maior teor de amido (farinhentas) são melhores para o cozimento, para fritar e para amassar, enquanto outras com menos amido são melhores assadas e mais utilizadas em saladas. Alguns livros de culinária sugerem que o conteúdo de amido pode ser estimado fazendo-se testes simples: o da água salgada (batatas pobres em amido flutuam e as ricas em amido afundam) e o da observação (batatas ovais com pele espessa são melhores para o cozimento, enquanto as grandes e arredondadas servem para várias outras finalidades). A produção em massa através dos anos têm originado batatas maiores, mas mais insípidas. Indo contra essa tendência, a partir dos anos 1990, aumentou a demanda por variedades tradicionais, que, protegidas por patentes, são uma grande fonte de lucro para os agricultores e comerciantes.
Mas, sem dúvida, um dos pratos mais conhecidos em todo mundo é a batata frita. O alimento apareceu pela primeira vez na década de 1840, e se tornou popular rapidamente em Paris e, posteriormente, a receita se espalhou pelo resto do mundo. A partir da Segunda Guerra Mundial, cerca de 75 por cento das batatas eram utilizadas em lanches rápidos. Atualmente a popularidade mundial da batata frita deve-se também às grandes empresas de lanches, como McDonalds e Burger King, onde o consumo com sanduíches simboliza uma dieta globalizada. Entretanto, o consumo generalizado da batata processada não é tão vantajoso quanto consumir a batata fresca porque, durante o beneficiamento, o produto perde cerca de 50 por cento de seus nutrientes, além de conter muito mais gordura, que aumenta a quantidade calórica da batata e, consequentemente, provoca obesidade.

## Ano Internacional da Batata
Em 2005, na conferência bienal da Organização para Alimentação e Agricultura (FAO - Food and Agriculture Organization em inglês) das Nações Unidas (ONU), um representante do Peru propôs uma resolução para que o mundo voltasse suas atenções para a importância da batata como segurança alimentar e diminuição da pobreza. A resolução foi transmitida e aceita pelo secretário geral da ONU que declarou 2008 como sendo o Ano Internacional da Batata. A criação do ano serviu para aumentar a conscientização sobre a importância da batata como um dos principais alimentos para a humanidade com um desejo prático: promover o desenvolvimento de sistemas sustentáveis com base na cadeia produtiva da batata para melhorar o bem estar dos produtores e consumidores e ajudar a perceber o enorme potencial da batata para ser o alimento do futuro.